# François Truffaut
Pour les articles homonymes, voir Truffaut.
François Truffaut est un cinéaste français, né le 6 février 1932 dans le 17e arrondissement de Paris et mort le 21 octobre 1984 à Neuilly-sur-Seine.
Il est une figure majeure de la Nouvelle Vague et l’auteur de vingt-et-un longs métrages qui ont contribué à révolutionner la narration cinématographique.
Initialement critique à la revue Arts et aux Cahiers du cinéma, il passe, dès l'âge de 22 ans, de l'écriture à une carrière de scénariste et réalisateur autodidacte, suivant la politique du cinéma d'auteur qu'il défendait dans ses écrits. Contre un cinéma de divertissement purement commercial, il est un producteur favorisant la « politique des auteurs » espérée par Marcel L'Herbier. À l'occasion, il est aussi acteur.

## Biographie

### L'enfance des quatre cents coups

#### Enfant non désiré (1932-1942)

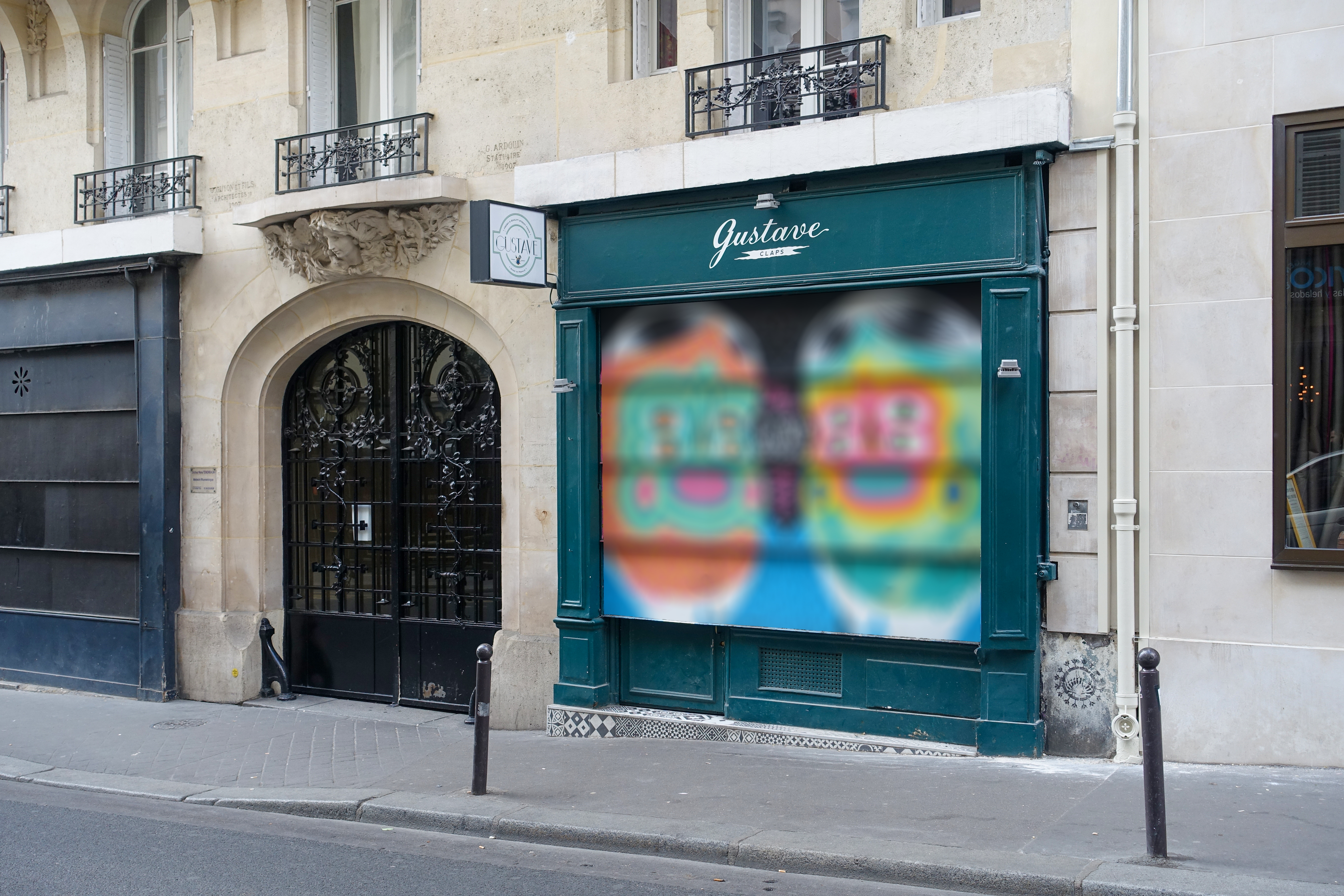
Dans le bas Montmartre, au 21 rue Henry-Monnier, entrée de l'immeuble des grands-parents maternels de François Truffaut.

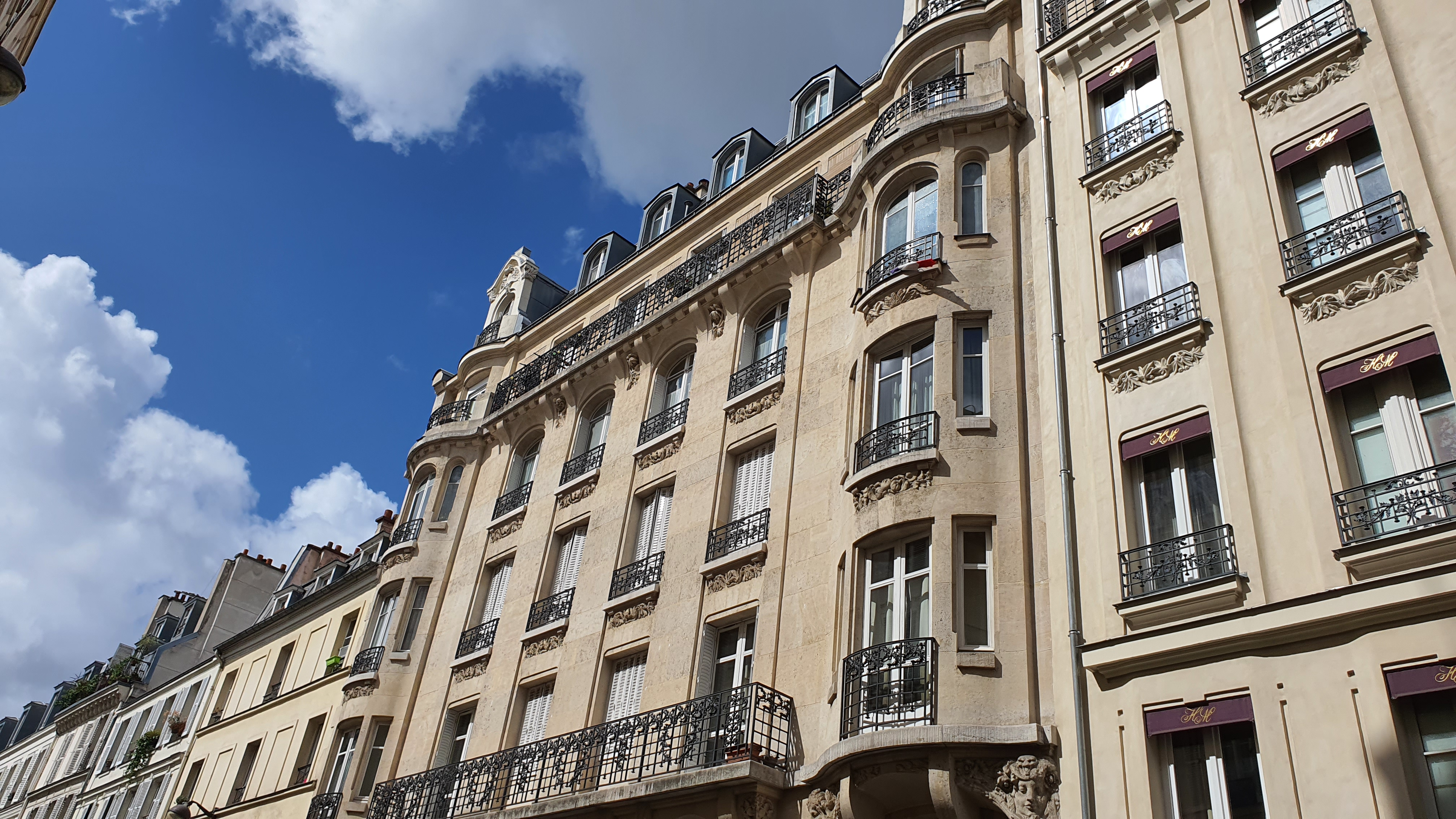
Autre vue de l'immeuble.

François Truffaut naît sous le nom d’état civil de François Roland de Montferrand le 6 février 1932 dans le 17e arrondissement de Paris, de père inconnu, chez une sage-femme installée au no 4 de la rue Léon-Cogniet,. Au terme d'une grossesse qu'elle a cachée, sa mère, Jeannine (ou Jeanine) de Monferrand, secrétaire au journal L'Illustration, confie le bébé à une nourrice de Montmorency, puis à une autre nourrice de Boissy-Saint-Léger. La position de fille-mère, dans le milieu bourgeois et catholique conservateur dont elle est issue, est un objet de scandale. Les grands-parents maternels du petit François sont Jean et Geneviève de Montferrand.
En novembre 1933, Jeannine de Montferrand épouse Roland Truffaut qui avait reconnu l'enfant le 24 du mois précédent. L’enfant est en conséquence légitimé « Truffaut » le jour du mariage, en l’occurrence le 9 novembre. Roland Truffaut — que Jeannine avait rencontré au Club alpin, association dont M. Montferrand père est vice-président — est dessinateur dans un cabinet d'architecte-décorateur. Au printemps, moins de neuf mois après le mariage, Jeannine met au monde un petit René, qui ne survit pas plus de huit semaines. Le deuil de l'enfant légitime inscrit définitivement le petit François dans la position d'enfant rejeté.
À l'âge de 3 ans, François est retiré de sa nourrice et il est souvent confié à ses grands-parents maternels qui habitent au 21 rue Henry-Monnier, dans le 9e arrondissement. Ses parents habitent à quarante mètres, dans un immeuble moins bourgeois. Ils gagnent peu, même si Roland Truffaut a trouvé un emploi stable aux Éclaireurs de France, rue de la Chaussée d'Antin, où il est chargé de concevoir l'aménagement des locaux utilisés pour les activités de scoutisme, tels que des chalets. L'enfant va à l'école maternelle du 12 rue Clauzel, puis à l'école élémentaire du lycée Rollin, où il est bien noté.
En 1939, le jeune François Truffaut, qui a pris goût à la lecture auprès de sa grand-mère maternelle, fréquente les cinémas, le soir et souvent pendant les heures de classe. Il collectionne près de trois cents dossiers — constitués d'articles de journaux découpés et de photographies volées dans les cinémas — sur des cinéastes, comme Renoir, Gance, Cocteau, Vigo, Clair, Allégret, Clouzot, Autant-Lara. Quand la guerre éclate, celui qu'il croit être son père est mobilisé et il reste un an avec ses grands-parents à la maison Ty-Rosen, que chaque été ceux-ci louent à Binic, une station balnéaire du département des Côtes-du-Nord.
En 1942, Geneviève de Montferrand, sa grand-mère, meurt de tuberculose. Il retrouve le deux-pièces de ses parents, au 33 rue de Navarin. Cinquante mètres plus haut dans la rue, au 22, dans un restaurant — qui en novembre 1943 sert de cache à Mélinée Manouchian — habite un jeune homme nommé Charles Aznavour : dix-huit ans plus tard, ce dernier sera la vedette du film de Truffaut, Tirez sur le pianiste. Le jeudi, les Truffaut soupent avec Robert Vincendon, qui est l'amant de la mère de François. Le père de famille, Roland Truffaut, devenu membre du comité de direction du Club alpin en 1939, est vice-président de la section Paris-Chamonix. Il consacre ainsi tous ses loisirs à l'alpinisme, en particulier à la revue du Groupe de haute montagne, La Montagne et Alpinisme, et à l'intendance des refuges, raison pour laquelle il s'absente souvent.

#### Décrochage scolaire et école buissonnière (1943-1945)

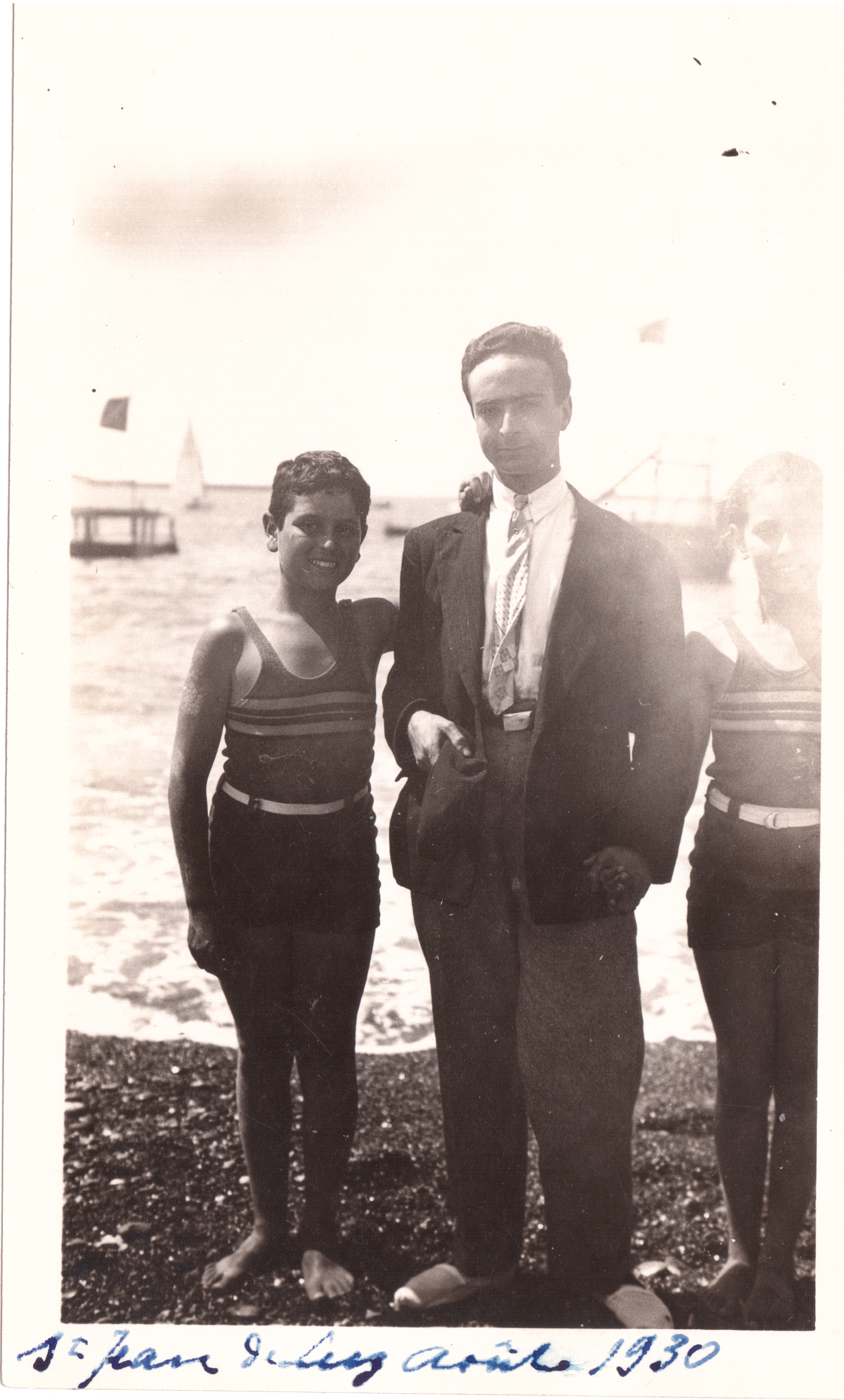
Roland Lévy, au centre, en août 1930. François Truffaut ne trouvera son père biologique qu'en 1968 à la suite d'une enquête de détective.

En juin 1943, François Truffaut est refusé en classe de sixième et inscrit à l'examen de rattrapage. En vacances à Juvisy chez les parents de celui qu'il croit être son père, il écrit aux siens de venir le chercher le dimanche précédant le jour de l'examen. Ils ne viennent pas. Orienté vers le cours complémentaire de l'école communale, 5 rue Milton, il cesse d'être appliqué. Il trouve un complice de ses premiers « 400 coups » dans le Paris sous Occupation en son voisin de classe, Robert Lachenay, cancre redoublant qui a un an de plus que lui et habite un grand appartement à trois pâtés de maisons de chez lui, 10 rue de Douai.
Le vendredi soir ou le samedi, les parents de François Truffaut partent à bicyclette s'entraîner à l'escalade sur les rochers de la forêt de Fontainebleau, sans lui désormais. La mère de Claude Véga, autre camarade, l'héberge le temps du week-end. Le livret de famille au début de l'année 1944, un de ces jours de varappe, lui apprend qu'il n'est pas le fils biologique de Roland Truffaut, mais il ne découvre l'identité de son père biologique qu'en 1968. Fugueur, il se précipite sans payer dans les salles de cinéma de Pigalle ou de la Nouvelle Athènes avec Robert Lachenay dès que ses parents s'absentent.
Son oncle, Bernard de Montferrand, est un résistant. En lien avec le maquis du Vercors, il participe  à l'acheminement clandestin de courriers entre Amsterdam et Genève pour l'ORA. Il est arrêté en gare de Lyon le 3 mars 1944.
À la Libération, François Truffaut a douze ans mais n'a toujours pas de chambre et continue de dormir dans le couloir. Il entre en cinquième à l'école primaire supérieure de son quartier, 35 rue Milton. En septembre 1945, il est inscrit à l'école privée Notre-Dame-de-Lorette, 8 rue Choron, et découvre les camps de concentration nazis sur l'écran du Cinéac-Italiens. Il fait souvent l'école buissonnière, et s'évade dans la lecture de romans classiques ou dans les salles de cinéma.

« La guerre m'a laissé indifférent et les abrutis qui la faisaient également. »

— François Truffaut le 21 mars 1949, à dix-sept ans.

#### Misère adolescente de l'après-guerre (1945-1947)
Entre 1945 et 1946, François Truffaut voit douze fois Le Roman d'un tricheur de Sacha Guitry au cinéma Champollion. Le héros de Guitry, parricide, asocial, voleur, devient son idéal, incarnant une morale « qui consiste simplement à se protéger de la morale des autres ». Le 13 juin 1946, François Truffaut, en classe de quatrième de l'enseignement primaire supérieur, obtient son certificat d'études primaires et arrête sa scolarité.
À la fin du mois de septembre 1946, il est embauché par un grainetier grossiste, 16 avenue de l'Opéra. Magasinier et homme à tout faire, il circule dans Paris entre les dépôts. Il reverse à ses parents les deux tiers de son salaire tout en habitant le plus souvent dans la chambre de bonne où Robert Lachenay s'est installé quand le père de celui-ci, secrétaire du Jockey Club poursuivi pour avoir participé durant l'Occupation à des activités de marché noir, a divorcé. C'est alors, à 16 ans, qu'il connaît son premier amour, une certaine Geneviève S.. Chaque fin de mois est difficile mais, plutôt que de solliciter leurs parents, les deux jeunes gens (Truffaut et Lachenay), privés de gaz et d'électricité, préfèrent jeûner jusqu'à trois jours durant. Ils se prêtent mutuellement leurs vêtements présentables pour aller travailler à tour de rôle.
En octobre 1947, François Truffaut déménage ses dossiers cinématographiques dans le grand appartement de la mère de Robert Lachenay, au no 10 de la rue de Douai. C'est leur bibliothèque cinématographique. Ensemble, ils découvrent le cinéma américain et fréquentent les ciné-clubs, dont le « Ciné Art » au no 33 de l’avenue Pierre-Ier-de Serbie. Ouvert par l’association « La Plaque tournante », fondée en décembre 1945 par Armand Jean Cauliez, le Ciné Art — qui qualifie sa revue homonyme de « mensuel de combat et d'initiation cinématographique » — est, dans une démarche bien particulière, consacré à des films tirés de la vie quotidienne. Gilbert Cohen-Séat, enseignant de l'IDHEC, et Jean Epstein, théoricien de la transformation de la civilisation par le cinéma, viennent y faire des présentations.

#### Première prison (1948-1949)
En mai 1948, François Truffaut démissionne de son emploi, par lassitude ou à cause d'une prime de départ. Il travaille à la librairie papeterie La Paix chez soi, à proximité de la Comédie-Française. En octobre 1948, il ouvre lui-même, malgré les avertissements bienveillants d'Henri Langlois, un cinéclub, Le Cercle Cinémane. Il dispose des douze mille francs de son indemnité de licenciement. Avec Robert Lachenay, il loue à la séance la salle 71 boulevard Saint-Germain, le Cluny-Palace. Dès la seconde séance, Cinémane souffre de la concurrence du cinéclub voisin, où André Bazin donne des conférences. André Bazin, chrétien de gauche proche des personnalistes, anime un Centre d'initiation cinématographique dans le cadre du programme gouvernemental de diffusion du cinéma Travail et Culture, TEC. En parallèle du programme de formation permanente Peuple et culture et avec l'appui de la CGT, ce sont des séances de cinéma, des achats groupés de billets et des créations de cinéclubs visant le public des ouvriers. François Truffaut rencontre le critique à son bureau, rue des Beaux-Arts, pour lui demander de décaler ses conférences du dimanche matin. C'est leur première rencontre.
François Truffaut publie sa première critique dans la revue Cités, que Jacques Enfer vient de fonder.
Cependant Cinémane, sans existence légale, a accumulé les dettes. Le 2 décembre 1948, le beau-père de François Truffaut, par un des prêteurs qui est de ses amis, découvre les dettes et que, pour y faire face, une machine à écrire lui a été volée. En échange d'une confession écrite humiliante, il les règle sur le champ, soit un peu plus d'un mois de son salaire qu'il avait économisé pour une expédition sur le Kilimandjaro. Le samedi 4 décembre, François Truffaut et Robert Lachenay empruntent de nouveau des films pour leur séance du dimanche, s'engageant à payer cinq mille francs le lendemain. La recette est inférieure à deux mille francs. Roland Truffaut est aussitôt averti. Une violente dispute entre beau-père et beau-fils finit au poste, 7 rue Ballu, où l'adolescent est détenu du 7 décembre au soir jusqu'à l'aube du 10. Le 12 décembre 1948, après deux jours de détention supplémentaires au dépôt de la Préfecture, le juge pour enfants ordonne, en vertu de la « loi paternocratique », c'est-à-dire à la demande du tuteur légal, de placer l'adolescent dans un établissement pour mineurs délinquants à Villejuif.
C'est une unité de la protection judiciaire de la jeunesse conçue sous le régime de Vichy et mise en place par l'ordonnance de 1945 au sein de l'hôpital psychiatrique de Villejuif. Dirigée par Raymond Clarys, elle dépend du tribunal pour enfants et adolescents de la Seine. Les mineurs y sont soumis à des évaluations normatives et sont destinés à être placés dans des fermes agricoles. Les éducateurs sont des adeptes de la baguette. C'est là qu'il est diagnostiqué à François Truffaut une syphilis, aussitôt traitée. Le jeune homme passe durant l'hiver trois fois une semaine à l'infirmerie. Au début de février 1949, le tribunal du IXe arrondissement ordonne son placement en foyer jusqu'à sa majorité avec possibilité de travailler à l'extérieur. Le « délinquant Truffaut » tente de s'évader et passe quatre jours à l'isolement. Il est suivi en psychothérapie par Rassa Rikkers, psychologue proche de Daniel Lagache et de Pierre Mâle d'obédience freudienne à l'écoute du patient, qui repère « une fuite dans les mensonges répétés » d'« une situation familiale et sentimentale traumatisante », loin de la stigmatisation initiale de l'« instable psychomoteur à tendances perverses ».
Le cinéaste transpose les épisodes de cette enfance, où la littérature est une évasion salutaire, dans son premier long métrage Les Quatre Cents Coups, à travers le personnage autobiographique d'Antoine Doinel. Quand celui-ci sèche son cours de gymnastique pour lire La Recherche de l'absolu, c'est le jeune Truffaut, grand lecteur de Balzac, qui resurgit. De même dans Baisers volés, le héros nourrit un amour de roman pour le personnage de Fabienne Tabard, jusqu'à ce que celle-ci le rappelle à une réalité moins bourgeoise et plus subversive : « Moi aussi », dit-elle, « j’ai lu Le Lys dans la vallée, mais je ne suis pas Madame de Mortsauf et vous n’êtes pas Félix de Vandenesse ».

### LesIllusions perdues

#### Un asocial dans le milieu du cinéma (1949)
Rassa Rikkers obtient du juge pour enfants la sortie anticipée de son patient et, après avoir consulté Robert Lachenay, convoque André Bazin, qui se souvient à peine d'un sympathique cinéphile. Le 18 mars 1949, après trois mois de maison de redressement, François Truffaut est admis au Centre d'action éducative pour jeunes gens, non mixte, de Versailles. Appelé « foyer Guynemer », c'est un internat privé abrité au sein du Centre hospitalier de Versailles, 65 rue Berthier, géré par l'Association familiale et sociale de Seine-et-Oise et animé par les Filles de la charité, qui proposent également un orphelinat et travaillent en coordination avec les lazaristes du lycée Saint-Vincent-de-Paul ainsi que la Société de Saint-Vincent-de-Paul. Chaque dimanche, François Truffaut se rend chez Rassa Rikkers, rue du Pot-de-Fer, auprès de qui il continue sa psychothérapie.
Le jeudi, il se rend de nouveau à Paris, où il espère retrouver un travail. Ses relations avec sa mère, « certes pas une marâtre mais […] pas non plus une mère », sont épouvantables, quand elles existent. Elle l'« accuse » d'entretenir une relation homosexuelle avec Robert Lachenay. En fait, les deux amis fréquentent des prostituées ensemble, passent leur temps en concours de colles, par exemple : « quel est le troisième plan de La Grande Illusion ? ». Ils se lancent des records de séances à battre, cinquante films dans l'année 1948, puis cent, deux cents. L'aspirant critique revoit plusieurs fois les films, les analyse, scrute les moindres détails. Il compte les plans, regarde une image sans le son, puis écoute le son sans l'image.

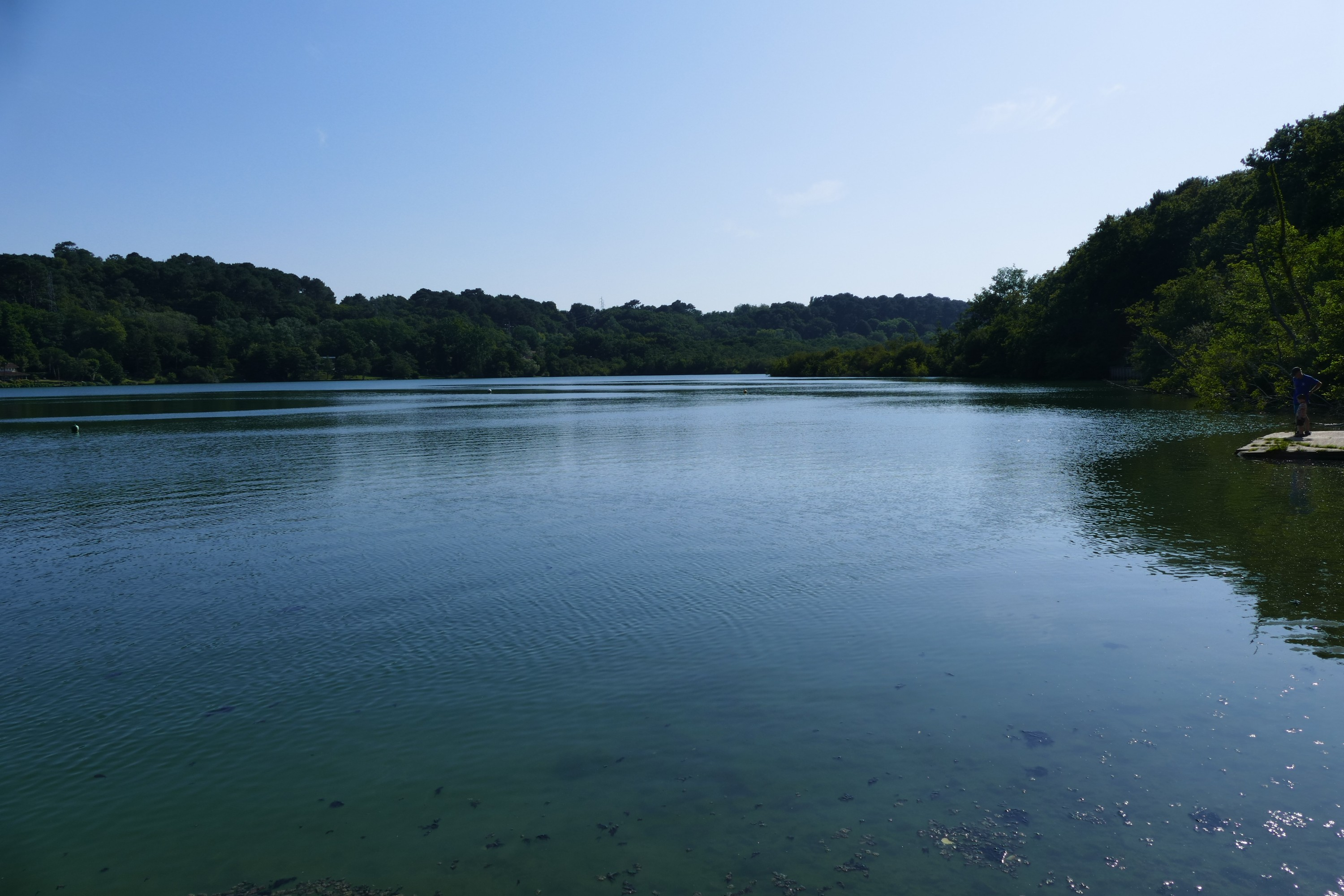
À la Nuit maudite, bal costumé animé par Alexandre Astruc et Marc Doelnitz le 2 août 1949 au bord du lac Mouriscot à La Négresse durant le Festival du film maudit, François Truffaut rencontre Jean Grémillon et Claude Mauriac mais, comme ses nouveaux camarades de sa génération, se sent snobé.

André Bazin le reçoit et le recommande auprès de Jacques Becker. Il l'envoie au cinéclub Objectif 49, ouvert le 1er décembre 1948 au studio des Champs-Elysées, rencontrer les critiques qui, autour de Jean Cocteau, refusent l'embrigadement communiste de L'Écran français. Du 30 juillet au 7 août 1949, il assiste à Biarritz au Festival du film maudit organisé par Objectif 49. Dans les soirées festives, il est présenté à Jean Cocteau, qui lui fait mauvaise impression, et à Éric Rohmer, alors professeur de français au lycée Lakanal. La nuit, dans le dortoir mis à disposition par la municipalité, il fait la connaissance de Jacques Rivette, Claude Chabrol, Charles Bitsch, Jean Douchet. La bande se soude dans un dénigrement systématique et ingrat des aînés.
Le 13 septembre 1949, François Truffaut est exclu du foyer Guynemer et rendu à sa famille, à cause d'une « influence néfaste » et d'un chahut, provoquant des dégâts matériels que son beau-père doit régler, soit, pension comprise, de nouveau l'équivalent d'un mois de salaire. Le juge pour enfants a donné son accord parce qu'André Bazin accepte de l'embaucher au poste de secrétaire de la section cinématographique de Travail et Culture. La moitié de son salaire paie la chambre que son beau-père, le 16 septembre, loue pour lui au cinquième étage d'un immeuble de la rue des Martyrs, près de Claude Véga.
Autour de Jacques Rivette et des camarades de Biarritz, François Truffaut s'attache au groupe des jeunes cinéphiles qui se retrouvent à la Cinémathèque et dans les cinéclubs parisiens, le mardi, au Studio Parnasse animé par Jean-Louis Chéray, le jeudi après-midi au Ciné Club du Quartier latin d'Éric Rohmer, à l'Artistic, au Cinéac-Ternes, au Broadway, qui appartient à Léonide Keigel, aux Reflets. Il y a là Jean-Luc Godard, Suzanne Klochendler, Jean Gruault, Paul Gégauff, Alain Jeannel, Louis Marcorelles, Jean-José Richer, Jean-Marie Straub. Le secrétaire personnel d'André Bazin est le plus jeune. Desservi par ses outrances, il est le moins écouté, mais son érudition lui vaut une certaine estime.

#### Première tentative de suicide (1950)
Quand, à Noël 1949, André Bazin se rend pour soigner une tuberculose dans un sanatorium des Alpes, Robert Lachenay trouve à son ami un poste d'apprenti soudeur à l'acétylène dans une usine de Pontault-Combault. Le samedi 19 janvier 1950, François Truffaut se rend à la Cinémathèque, 7 avenue de Messine. À la fin de la séance de seize heures, il aborde une lycéenne de son âge souvent présente. Liliane Litvin est celle qui devient le personnage de Colette. Elle revoit François Truffaut. Dès lundi, il quitte l'usine. Il est reçu par les parents de la jeune fille, 24 rue Dulong, comme d'autres. Elle ne montre que de l'indifférence. Il l'épie pendant des heures.
Le mardi 28 février 1950, il accompagne les parents de Liliane à un débat organisé par le Club du Faubourg au Villiers-Cinéma. Lors des séances suivantes, il prend la parole avec témérité, passion et assurance, et stupéfie les personnalités présentes. Le sénateur Marc Rucart, franc-maçon promoteur de l'abolition du bagne, est impressionné par la sauvagerie de son anticonformisme. Ses admiratrices Louise de Vilmorin, prototype du personnage de Fabienne Tabart, et Aimée Alexandre, une élève de Gaston Bachelard, sont des soutiens fidèles.
Le 10 mars 1950, il est émancipé par son beau-père. À court d'argent, il rédige deux articles, les plus anciens qui ont été conservés, pour le Bulletin du CCQL, le cinéclub du quartier latin d'Éric Rohmer. Il se brouille avec Robert Lachenay, pour une histoire d'argent. En avril, lors d'un concours d'éloquence organisé par le Club du Faubourg, il est remarqué par Pierre-Jean Launay, directeur littéraire de Elle. À partir de mai, le magazine lui achète des « photos-flash » sur des vedettes. Le reporter en vend aussi à Ciné-Digest, Lettres du monde, France-Dimanche. Le 6 juin, il emménage dans un hôtel meublé en face de chez Liliane Litvin, qui s'en amuse en faisant visiter la chambre par ses parents. Le 4 juillet, celle-ci reçoit pour ses dix-huit ans le tout-Paris de la critique cinématographique. Elle connaît les infidélités de François Truffaut. Présent, celui-ci se sent snobé. Le lendemain, elle le découvre dans sa chambre, inanimé, le poignet droit tailladé de vingt-cinq coups de rasoir.
C'est en envoyé spécial de Elle qu'il participe en juillet à Biarritz au second Festival du film maudit, mais il est lassé de sa vie factice. Ses amours compulsives, entre femmes mariées, veuves, adolescentes et prostituées, ne le consolent pas de son échec auprès de Liliane Litvin.

#### Dépit militaire (1950-1951)
À l'automne 1950, François Truffaut découvre le Journal du voleur et L'Enfant criminel de l'ex-légionnaire Jean Genet. Il en tire deux critiques, qui sont refusées par la revue Lettres du monde.
Le 29 octobre 1950, il entreprend les démarches pour devancer l'appel. Le 19 décembre, il adresse ses deux critiques à Jean Genet. Le 23 décembre, il signe un engagement de trois ans dans l'idée de se faire tuer en Indochine. Les deux mois de peloton d’élèves-gradés passés au 8e bataillon du 32e régiment d'artillerie, à Wittlich, lui révèlent ses incapacités physiques ne serait-ce qu'à remonter un fusil. Les manœuvres dans la boue, les gardes sous la neige, les marches forcées avec un paquetage de trente kilogrammes le guérissent de son enthousiasme initial, mais il conserve son admiration pour l'armée, ses polytechniciens, sa technique. Le bruit du canon lui cause une perte auditive définitive de l'oreille droite. Il se réconforte en découvrant À la recherche du temps perdu, qui l'émerveille et qu'il relit.
Parce qu'il est volontaire pour mourir en Indochine, il reçoit des témoignages d'estime de la part des officiers, mais le 24 février 1951, plutôt tire-au-flanc, il termine sa formation très mal classé. Désormais brigadier, il est affecté le 10 mars 1951 à un poste de secrétariat qui lui laisse le loisir de correspondre avec Jean Genet, dont il a enfin reçu ce même mois une réponse inespérée. Lors d'une mission de transport de fusils, le camion verse et le chef de convoi Truffaut est puni pour négligence. Les premiers jours d'arrêt se passent à l'hôpital d'Idar-Oberstein pour soigner ses côtes cassées.
De la mi-mai à la mi-juillet 1951, il est le plus souvent en permission à Paris, où il est hébergé par Geneviève S. Il a de longues conversations avec Jean Genet, qui lui apprend à analyser ses lectures un crayon à la main. Il se voit romancier plutôt que critique. Petite vengeance, il suscite la jalousie de Liliane Litvin en l'accompagnant au cinéma. Elle l'invite à la campagne et lui demande de rompre avec Geneviève.

#### Désertion romantique (été 1951)

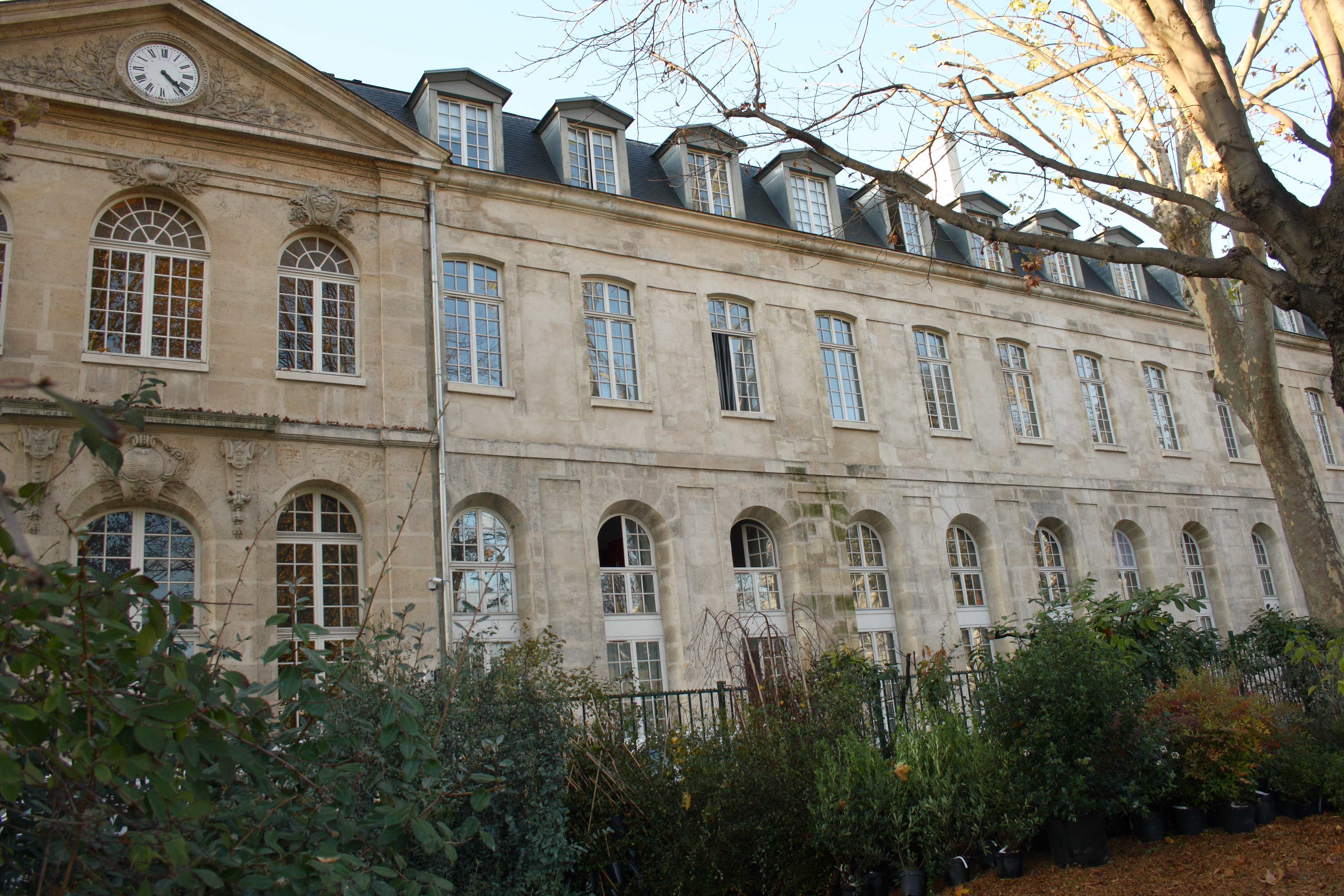
Du 3 août au 3 septembre 1951, François Truffaut est enfermé à l'hôpital militaire Villemin pour être soigné d'un nouvel accès de syphilis. C'est là que Jean Genet lui fait découvrir la Série noire, qui lui inspirera plusieurs films.

À Paris du 1er au 18 juin 1951, François Truffaut emploie son séjour à préparer sa désertion, s'équiper en vêtements civils, trouver un emploi et des amis pour le cacher. Certains lui offrent de garder durant la basse saison leur villa à Cannes.
Le 13 juillet 1951, il est envoyé seul en train de Wittlich pour Fréjus, où il doit le lendemain commencer un mois de préparation militaire avant d'embarquer de Marseille pour Saïgon et intégrer le Corps expéditionnaire français en Extrême-Orient. Il a une aventure avec une jeune allemande durant le trajet de nuit qui le conduit de Strasbourg à Paris. Gare de l'Est, il retrouve par hasard son maître en insoumission, Jean Genet. Le 14 juillet au soir, il se trouve chez Jacques Rivette, 118 rue de Clignancourt, pour faire la fête avec Robert Lachenay, Chris Marker, Alexandre Astruc et Liliane Litvin.
Entouré par celle-ci, André et Janine Bazin, il se rend à la prévôté des Invalides le soir du samedi 28 juillet. Comme il n'a pas été absent plus de quinze jours révolus, il n'est pas encore considéré comme déserteur. Il attend quatre heures de plus, jusqu'à minuit, pour se présenter de nouveau et jouir d'être tenu pour un véritable insoumis. Il est incarcéré à la prison militaire du quartier Dupleix. Submergé par l'humiliation, il obtient, seule consolation, que les menottes soient desserrées pour qu'il puisse lire les Cahiers du cinéma.

#### Internement psychiatrique (automne 1951)

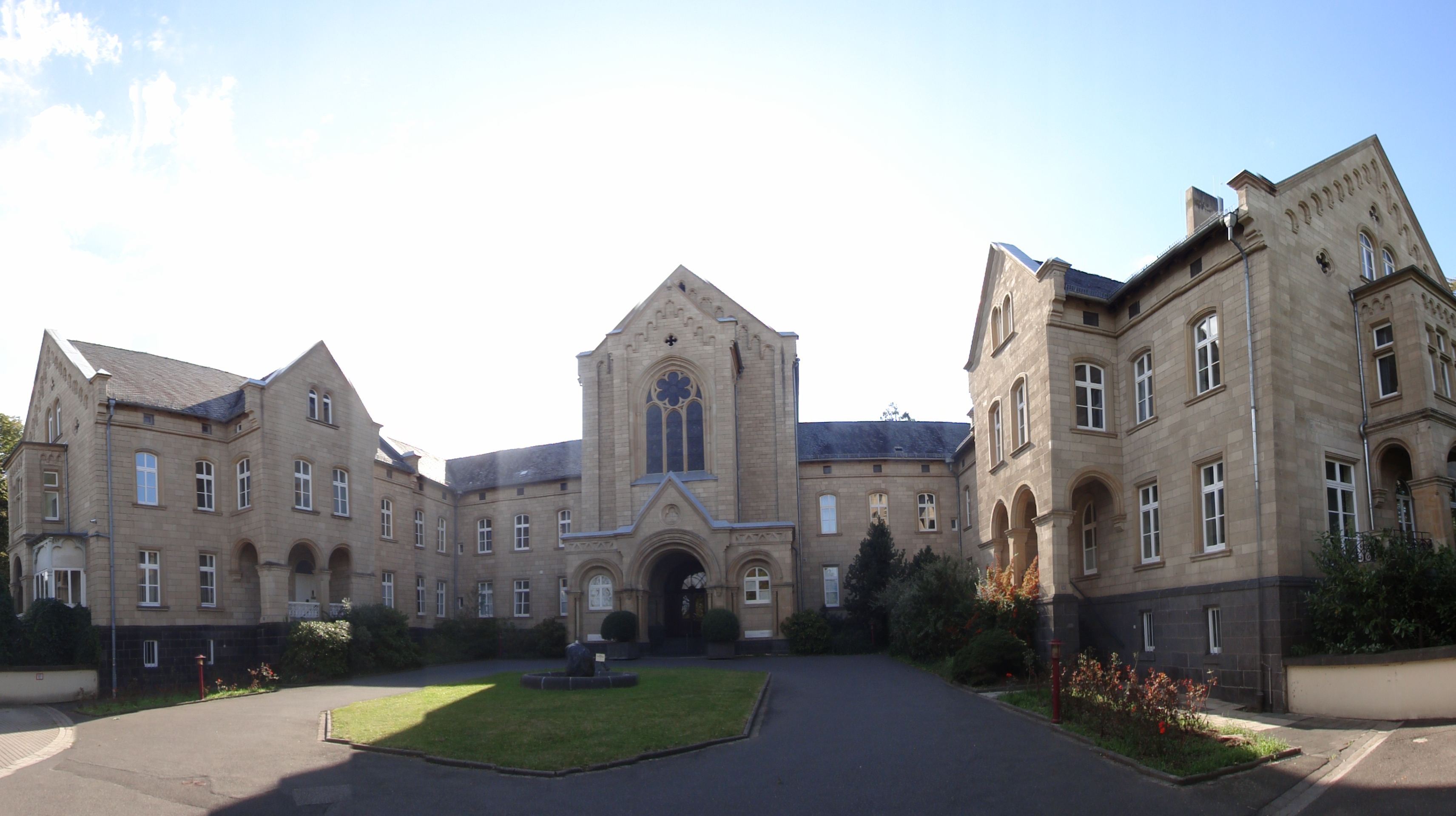
À vingt minutes à pied de l'hôpital André Curillet où François Truffaut est interné pendant un mois, l'hôpital psychiatrique d'Andernach, où François Truffaut est interné en octobre 1951, et où de 1939 à 1941 le médecin chef procédait à l'extermination des malades mentaux.

Le 12 septembre 1951, François Truffaut est extrait de la prison militaire du quartier Dupleix et transféré en fourgon cellulaire à Kehl puis en train à Wittlich, où il est mis au cachot pour douze jours, mais le 15, il est admis à l'hôpital André Curillet (de), à Andernach, pour traiter sa syphilis. Le 25, il est incarcéré à Coblence, où sont désormais regroupés les différents bataillons du 32e RA. Unique détenu d'une sinistre prison militaire gardée par gendarmes détachés d'un escadron prévôtal, il lit Blaise Pascal. Le 29 septembre, il s'enivre avec ses geôliers. Le lendemain matin, on le découvre le visage balafré par un rasoir qu'en infraction avec le règlement il lui a été complaisamment laissé.
Il simule la folie dans l'espoir d'être réformé mais il éprouve une réelle souffrance morale, qui est une remise en cause personnelle. Un mois plus tard, il est interné dans le service de neuropsychiatrie de l'hôpital militaire d'Andernach parmi une dizaine de patients souffrant de psychoses graves à une époque où le traitement neuroleptique n'existe pas. Les infirmiers, des appelés, sont brutaux. Les médecins ne sont pas dupes d'un simulateur de plus.
De retour le 27 novembre à la caserne Jeanne d'Arc (de), à Coblence, il est affecté au service de la cantine, où il a une aventure passionnée avec une jeune employée allemande, Laura. Alerté par André Bazin, qui multiplie les démarches, le sénateur Marc Rucart, qui a cerné le personnage Truffaut et deviné des souffrances remontant à l'enfance, obtient que celui-ci, servi par le dossier rédigé deux ans et demi plus tôt par Rassa Rikkers, soit réformé pour « instabilité caractérielle » doublée de « tendance perverse à la délinquance ». Il est dégradé.

#### Reconstruction chez les Bazin (1952)
Dès sa libération, le 20 février 1952, François Truffaut est hébergé par les Bazin, à Bry-sur-Marne, dans une mansarde du trois pièces cuisine que ceux-ci occupent avec leur fils de deux ans et de nombreux animaux au deuxième étage d'une maison entourée d'un parc. Ponctuées de moments de bonheur familial partagé, les disputes interminables entre André Bazin et son hôte, qui refuse un cinéma réaliste, engagé mais conçoit l'art comme une critique subversive voire une reconstruction imaginaire, sont si violentes que Janine Bazin ne se sent plus chez elle.
François Truffaut se remet difficilement. Il songe de nouveau au suicide mais avec calme et s'interroge sur son caractère. Le samedi 3 mai, il invite Liliane Litvin à dormir à Bry. Elle passe la nuit dans ses bras, chastement. C'est pour lui annoncer qu'elle est enceinte et qu'elle va épouser le père de son enfant.
« L'expérience de l’infamie » que François Truffaut vient de vivre change définitivement son jugement sur le cinéma qu'il a admiré durant sa jeunesse. Les drames sociaux qui y sont dénoncés, dénonciations qui lui plaisaient tant, lui paraissent faux, les personnages, des allégories abstraites, sans rapport avec l'expérience vécue de leurs créateurs, leur psychologie, caricaturale, les scénarios, théâtraux.

### Entre écriture et cinéma

#### Critique à l'école de Bazin (1953-1954)
François Truffaut, fort de son expérience chez Elle, envisage une carrière de journaliste. Au début de l'année 1953, André Bazin lui trouve un poste au service cinématographique du ministère de l'Agriculture. Le contrat de quelques mois n'est pas renouvelé.
À partir de mars, André Bazin fait publier des critiques rédigées par François Truffaut dans les Cahiers du cinéma. De plus en plus nombreuses, certaines sous pseudonymes, elles louent le cinéma américain et le tournage en décors naturels, si absents du cinéma français. À la fin de l'année 1953, François Truffaut est embauché par la revue au poste de rédacteur. Le numéro de janvier publie un article de lui, exceptionnellement long, préparé depuis plus d'un an. « Une certaine tendance du cinéma français » est un texte pamphlétaire contre les cinéastes de « qualité française » et le « cinéma de papa » empêtré dans les lourdeurs du trio producteur-scénariste-réalisateur. L'article vise les scénaristes Jean Aurenche et Pierre Bost, et le réalisateur Claude Autant-Lara,. Il est soutenu par Claude Mauriac mais divise la rédaction et cause un scandale tant parmi les réalisateurs que dans le lectorat.
Au sein de la revue, François Truffaut forme avec les autres rédacteurs, Claude Chabrol, Jacques Rivette, Jacques Demy, Éric Rohmer, Jean-Luc Godard, la jeune garde autour d'un André Bazin habitué à plus d’aménité et dépassé. Le plus assassin est François Truffaut, qui manie l'insulte personnelle. Il défend le cinéma d'auteur contre le cinéma de consommation avec un dogmatisme de jeunesse qu'en 1984 il regrette. Dans les vingt mètres carrés du 146 Champs-Élysées, l'ambiance est libre mais avec le temps François Truffaut régente de plus en plus le travail de ses collègues.

#### Affirmation de soi et de ses choix (1954-1955)
André Bazin présente son protégé à Maurice Bessy, qui dirige Cinémonde, revue plus rémunératrice que les Cahiers du cinéma. François Truffaut est peu assidu et sa collaboration avec Michel Aubrian n'est pas prolongée au delà de deux piges. Il consacre son temps disponible à réaliser un bout d'essai, Une visite, son premier film. Il conçoit un scénario, qu'il renonce à réaliser et qui devient À bout de souffle. Jacques Laurent remarque son style et lui ouvre les seize pages de son hebdomadaire Arts-Lettres-Spectacles, vitrine des « Hussards ». Les piges y sont payées cinq fois plus qu'aux Cahiers du cinéma et mettent François Truffaut à l'abri des privations.
À la fin de l'année 1954, il rencontre Roberto Rossellini. Avec Éric Rohmer, il l'invite au cinéma et s'en fait l'ami. Le cinéaste italien est en décalage avec le public habitué à un cinéma de divertissement et ne connait que des échecs commerciaux. L'année suivante, en 1955, François Truffaut réalise ses premières interviews d'Alfred Hitchcock, qui sont aussi parmi les premiers entretiens enregistrés de cinéastes amenés à s'exprimer.
Il publie, à côté d'un hommage dévot à Jean Cocteau, deux nouvelles dans la revue hussarde La Parisienne de Jacques Laurent. Il est ulcéré par l'éloge moralisateur et mensonger des maisons de redressement, qu'il a connues, dressé par Jean Delannoy dans Chiens perdus sans collier, film sorti cette année là. Il s'en souvient trois ans plus tard en dénonçant la maltraitance institutionnelle dans son premier long métrage, Les Quatre Cents Coups.

#### Roché et l'assistant de Rossellini (1956)
Après avoir été récusé par un producteur, Ralph Baum, pour assister son ami Max Ophuls, François Truffaut est embauché en 1956 comme assistant du réalisateur Roberto Rossellini, « l'homme le plus intelligent que j'ai connu », pour trois films qui n'aboutissent pas.
Il est déjà un lecteur assidu des romans policiers traduits en français de William Irish quand Henri-Pierre Roché, qui le connaît par les Hussards de la revue La Parisienne, l'invite dans sa maison de Meudon. Le collectionneur et scénariste, ami d'Abel Gance, de Jean Cocteau et de Jean Renoir qui a remarqué un des articles du critique où celui-ci parle, en termes pertinents et élogieux, de son livre Jules et Jim, premier roman alors sans succès. Le jeune homme de vingt-quatre ans est fasciné par l'écriture cinématographique de l'élève de Peter Altenberg.
De son côté, l'ex Dada, proche des surréalistes, est à la recherche d'un héritier spirituel. Le romancier a commencé de tirer un scénario de son Jules et Jim et projette d'en faire autant de ses Deux Anglaises et le continent. Il cherche son cinéaste et incite le jeune homme à réaliser des films d'après ses deux romans. Truffaut s'y emploie après la mort de l'écrivain, à partir des archives manuscrites prêtées par la veuve,.
Les deux hommes, à une génération d'écart, partagent une expérience adolescente d'une amitié gémellaire fondée sur l'échange des femmes, avec Jo Samarin pour Roché, Robert Lachenay pour Truffaut. Pour l'un et l'autre, cette éducation sentimentale a donné lieu à un travail d'écriture. L'un et l'autre ont été brièvement jetés en prison par l'armée. Une amitié exceptionnelle naît entre eux autour de l'expérience de l'enfance, des relations sexuelles avec les femmes, de l'écriture. Elle finit trois ans plus tard par la mort de l'écrivain.
Cette rencontre conforte l'apprenti cinéaste dans la position qu'il défend avec violence contre le cinéma français de l'époque, dans les Cahiers du cinéma, celle qui prône le cinéma d'auteur et, dans la lignée des idées d'André Bazin, la narration subjective qui jette un regard objectif, en usant de la profondeur de champ et du plan séquence, tout en respectant la continuité du cours de la vie. Truffaut trouve dans l'écriture impressionniste de Roché l'idéal littéraire dont il fera son propre procédé cinématographique, celui de l'ellipse jusqu'au vif essentiel tel qu'il saura l'exprimer en 1973 dans son art poétique qu'est La Nuit américaine :

« Les films sont plus harmonieux que la vie, Alphonse. Il n'y a pas d'embouteillages dans les films, il n'y a pas de temps morts. Les films avancent comme des trains, tu comprends ? Comme des trains dans la nuit. »

Cette conception de l’œuvre d'art comme une sublimation de la vie privée, un raccommodage voire un remontage, est plus qu'une esthétique, celle de la Nouvelle Vague, partagée avec Roché qui dès avril 1917 promouvait au côté de Marcel Duchamp le ready-made. Elle est une morale surgie des déchirements de la vie et des ratages du désir. À la suite du « Ce n'est pas l'amour qui dérange la vie mais l'incertitude d'amour » du freudien Roché, Truffaut fera dire, comme un prolongement naturel, à un de ses personnages dans la même réplique « La vie est faite de morceaux qui ne se joignent pas ». Jules et Jim, roman de la révolution sexuelle, restera son livre de chevet, relu au moins deux fois par an.

#### Producteur de cinéma (1957-1958)
François Truffaut se marie le 29 octobre 1957 avec Madeleine, fille d'Ignace Morgenstern, propriétaire de la société de distribution cinématographique Cocinor. Il l'a rencontrée treize mois plus tôt à la Mostra de Venise. Il a deux filles avec elle, Laura, née le 22 janvier 1959, qui enseigne le français à Berkeley, et Éva, née le 28 juin 1961, qui est actrice et photographe. Avec les fonds de son beau-père, il se lance dans la réalisation et fonde une société de production, Les Films du Carrosse.
Comme par un renoncement à la carrière d'écrivain, François Truffaut adapte une nouvelle d'un autre collègue de la revue La Parisienne, le jeune Maurice Pons. Les Mistons, court métrage narrant l'errance d'une bande d'adolescents qui regardent et tracassent un couple d'amoureux, sort en 1958.
Comme la plupart de ses camarades de la Nouvelle Vague, c'est sans expérience professionnelle que Truffaut se lance dans la réalisation. Sa conception du métier est moins celle d'un technicien du cinématographe que celle d'un auteur, à l'instar de Cocteau, s'exprimant par images et scènes dialoguées. Selon lui, il est possible d'apprendre plus en regardant des milliers de films et en rédigeant des critiques à leur propos qu'en étant assistant d'un réalisateur. Il prétend surtout faire des films personnels et sincères.
En 1958, il est interdit de festival de Cannes, sans doute à cause des critiques virulentes qu'il a publiées.

### La Nouvelle Vague

#### Le début de la saga Doinel (1959)

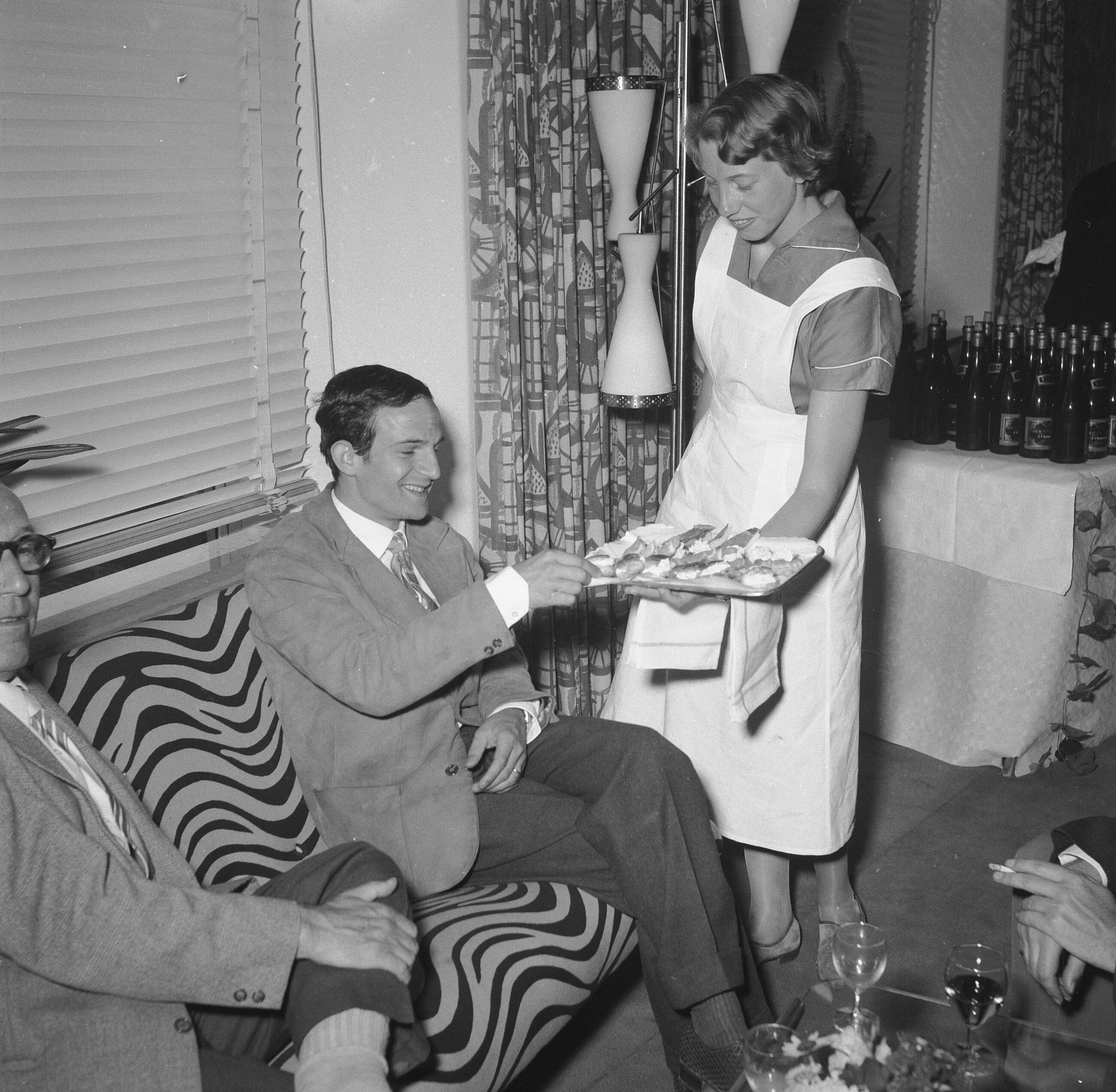
Tournée promotionnelle en juin 1959 à Arnhem après le succès à Cannes des Quatre Cents Coups.

En 1959, Truffaut tourne Les Quatre Cents Coups. Le film avait d'abord été imaginé comme un court métrage d'une vingtaine de minutes qui se serait intitulé La Fugue d'Antoine. L'intrigue était alors centrée sur l'épisode où Antoine, après avoir fait l'école buissonnière, raconte à son instituteur que sa mère est morte et prend la fuite après que ses parents ont découvert son mensonge. Pour le scénario du long métrage, Truffaut collabore avec Marcel Moussy. Il recrute Jean-Pierre Léaud dans le rôle d'Antoine Doinel après avoir passé une annonce dans le quotidien France-Soir.
Le film remporte le prix de la mise en scène au Festival de Cannes la même année et reçoit la reconnaissance de la critique. L'événement ouvre la porte au mouvement de la Nouvelle Vague et à sa carrière mondiale. Avec trois millions six cent mille entrées, le film connaît un immense succès auprès du public.
Le personnage d'Antoine Doinel réapparaît en 1962 avec Antoine et Colette, court métrage réalisé dans le cadre du film collectif L'Amour à vingt ans. Le film montre Antoine Doinel en adolescent timide, qui aime maladroitement une jeune fille, Colette, jusqu'à ce qu'il s'aperçoive qu'elle en aime un autre.
Dans Baisers volés, sorti en 1968, Antoine Doinel, toujours joué par Jean-Pierre Léaud, a une vingtaine d'années. Avec Claude de Givray et Bernard Revon, François Truffaut imagine la vie du jeune homme qui rentre du service militaire, se cherche un métier, tombe romantiquement amoureux d'une jeune fille de son âge, Christine, personnage que joue Claude Jade, mais est fasciné par une femme mariée, Fabienne Tabard, jouée par Delphine Seyrig.
Dans Domicile conjugal, sorti en 1970, Truffaut raconte la vie conjugale du couple Antoine et Christine Doinel.
Truffaut réalise le dernier épisode de la saga « Antoine Doinel », l'Amour en fuite en 1979. Le film, qui raconte la séparation d'Antoine et Christine, contient en flashback des scènes issues des films précédents. Truffaut exploite ici le privilège d'avoir le même acteur à différents âges de la vie. L'accueil par le public est mitigé.

#### Des succès et un échec (1960-1967)

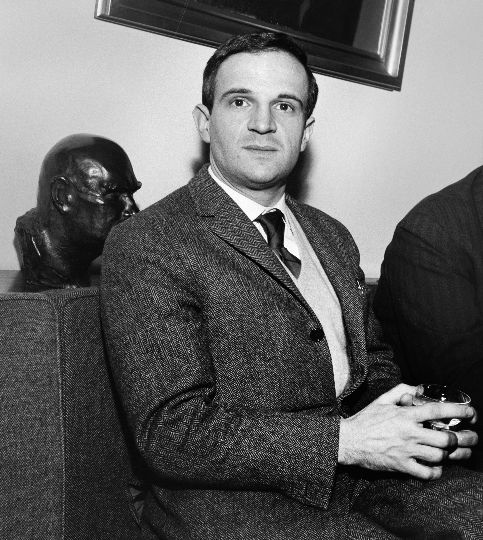
François Truffaut en voyage en Finlande en 1964.

Le succès des Quatre Cents Coups en 1959 permet à Truffaut l'année suivante de venir, via Les Films du Carrosse, au secours de Jean Cocteau, à court de producteur durant le tournage du Testament d'Orphée. En septembre de cette même année 1960, il signe le « Manifeste des 121 ». Lancé par Jean-Paul Sartre, c'est un appel à l’insoumission des hommes du contingent engagés dans la guerre d’Algérie, un soutien aux déserteurs et aux Français arrêtés pour avoir aidé les « terroristes » du FLN. L'ex-délinquant déserteur s'attend de nouveau à être jeté en prison et en privé proclame « vive Castro ! ».
François Truffaut est vivement opposé à la politique culturelle du régime gaulliste, ce qu'il exprime dans une lettre adressée à son amie Helen Scott à la veille du référendum de 1962. En 1967, il refuse la Légion d'honneur.
Après Les Quatre Cents Coups, Truffaut filme Charles Aznavour et Marie Dubois dans Tirez sur le pianiste, adaptation d'un roman noir de David Goodis. Il y fait le portrait d'un pianiste raté et ravagé par le doute. Pour la musique, il s'adresse au compositeur Georges Delerue. Entre eux naît une grande complicité, qui s'entend à l'écran et se traduit par une collaboration renouvelée.
Comme souvent dans sa carrière, Truffaut réalise un nouveau film en réaction à son film précédent. Alors que Les Quatre Cents Coups était un film très « français », Tirez sur le pianiste est influencé par le cinéma américain. Le film est aussi fait en réaction à sa nouvelle notoriété. Truffaut, qui vient de passer brutalement de l'ombre à la lumière avec le succès fulgurant des Quatre Cents Coups, raconte l'histoire d'un homme qui passe de la célébrité à l'anonymat. Le succès de son précédent film a paradoxalement déçu Truffaut qui voit son film apprécié par des gens qui n'aiment pas vraiment le cinéma. En réaction, il souhaite faire un film pour cinéphiles. Le résultat est un échec commercial et Truffaut cesse de soutenir « les copains ». La rupture et les insultes l'affectent profondément.

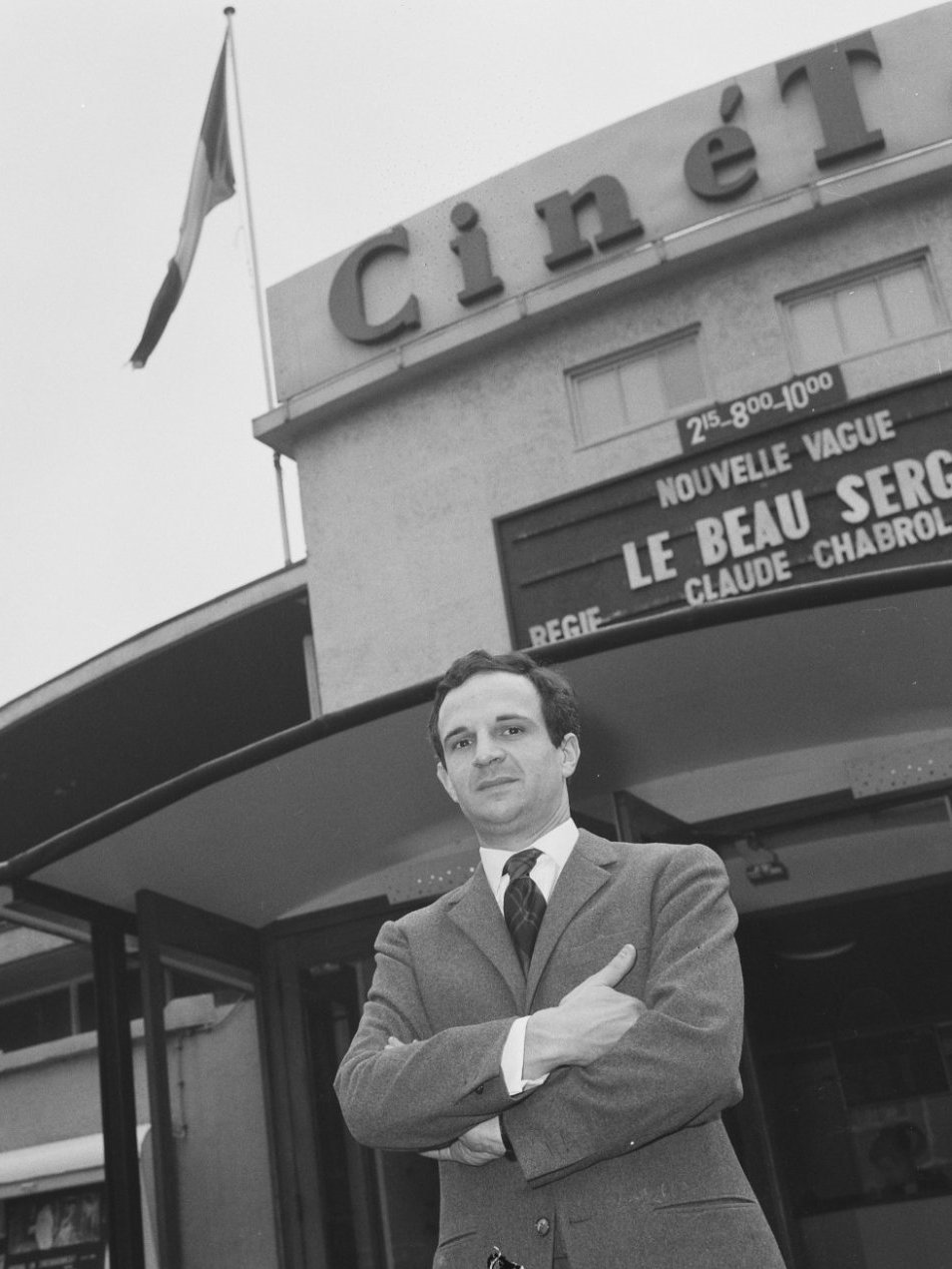
Truffaut le 15 mars 1965, quelques mois après son divorce, à Amsterdam lors d'un festival Nouvelle Vague devant le Cinétol, où est donné Le Beau Serge de Claude Chabrol.

Son troisième film, Jules et Jim, adapté du roman homonyme d'Henri-Pierre Roché, raconte pudiquement l'histoire d'un amour à trois. Le film est un succès. À partir de là, ses films sont vendus à l'étranger par Alain Vannier. Avec ses trois premiers longs métrages, François Truffaut s'est déjà imposé comme un grand réalisateur. En 1963, Les Films du Carrosse coproduisent Mata Hari, agent H 21, et Truffaut participe à la rédaction des dialogues et du scénario.

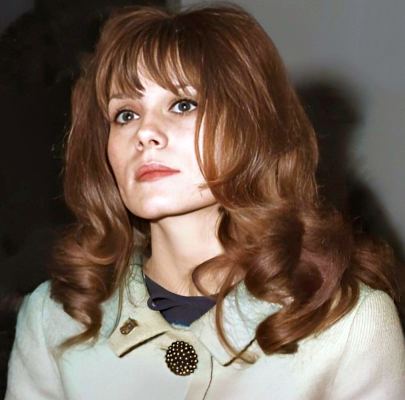
Sa compagne Françoise Dorléac en 1963, également tête d'affiche de La Peau douce.

Il a avec l'actrice Liliane David une liaison, dont il s'inspire en 1964 pour le film La Peau douce même si le rôle principal féminin est confié à Françoise Dorléac. Il divorce la même année de Madeleine Morgenstern. Séducteur compulsif dès le soir tombé, comme il s'est trouvé décrit dans le journal d'Henri-Pierre Roché qui lui inspirera l'idée de L'Homme qui aimait les femmes, Truffaut est en effet amoureux de ses vedettes féminines :

« Le travail du metteur en scène consiste à faire faire de jolies choses à de jolies femmes. »

La célébrité redoublée par Jules et Jim lui vaut, en 1965, d'être le sujet exclusif d'une émission de télévision, Cinéastes de notre temps. L'année suivante, il réalise en Angleterre Fahrenheit 451, film de science-fiction et apologie de la littérature adapté du célèbre roman de Ray Bradbury qu'il a découvert en août 1960.
En avril 1967, la radio lui offre dix heures d'antenne pour un sujet de son choix. C'est la maltraitance des enfants, sujet tabou et seule cause pour laquelle il est prêt à s'engager. Il incrimine la même logique sociale concentrationnaire qui, avec le soutien du peuple, a conduit en temps de guerre vers des camps d'extermination des individus rendus vulnérables et se retourne en temps de paix au sein même des familles contre les enfants.
C'est en tant que producteur que François Truffaut rachète in extremis les droits d'exploitation et sauve Au feu, les pompiers !, le film de Miloš Forman, réfugié à Paris, que la censure tchécoslovaque a interdit.

#### Révolution personnelle et scission (1968-1970)

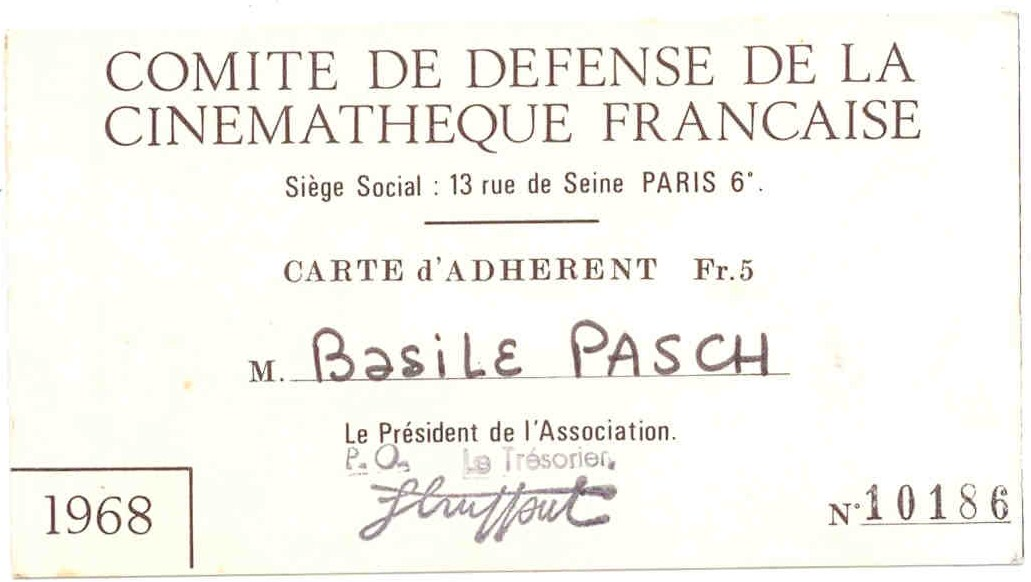
Carte d'un adhérent du Comité de défense de la Cinémathèque française signée par le trésorier, F. Truffaut.

En février 1968, Truffaut prend la défense d'Henri Langlois, que les autorités veulent démettre de ses fonctions de directeur de la cinémathèque française,. Il se retrouve à la tête du Comité de défense de la Cinémathèque.
Truffaut demande au patron de l'agence Dubly, Albert Duchenne, de retrouver son père biologique. L'enquête d'un détective privé lui apprend qu'il s'agit de Roland Lévy, un dentiste né à Bayonne en 1910 de Gaston Lévy et de Berthe Kahn. C'est un descendant, du côté paternel, d'une famille séfarade portugaise réfugiée à Bayonne dès le XVIIe siècle, les Lévi Alvarès. Durant l'entre deux guerres, Roland Lévy poursuit des études à Paris, où il habite rue de la Tour-d'Auvergne. C'est là qu'il fréquente Janine de Montferrand, qui met au monde leur fils hors mariage. À l'arrivée des troupes allemandes, il part pour Troyes et échappe aux décrets contre les juifs. Il épouse Andrée Blum en juillet 1949. En 1954, il ouvre un cabinet dentaire dans le centre-ville de Belfort, boulevard Carnot,. En 1959, le couple se sépare après avoir eu deux enfants.
Au moment où il découvre ses origines, au printemps de cette même année 1968, Truffaut fait une demande en mariage à la famille de son actrice préférée et sa cadette de seize ans (et encore matrimonialement mineure), Claude Jade, qui a tourné dans Baisers volés. Il prend tardivement conscience de la différence d'âge et renonce peu de temps avant la cérémonie, prévue pour juin, fuyant un second mariage dans ses activités professionnelles et politiques liées à l'affaire Langlois.
La question de l'engagement politique du cinéaste lors de mai 68 est l'occasion d'une scission entre les anciens amis de la Nouvelle Vague. François Truffaut défend la position modeste d'un homme accomplissant sans hypocrisie son métier à l'adresse du spectateur plutôt qu'au service d'une cause que celui-ci n'a pas achetée avec son billet. Il soutient en revanche l'annulation du festival de Cannes en solidarité avec les manifestations étudiantes et les ouvriers en grève.
Baisers volés reçoit des récompenses nationales et internationales.
La mort de sa mère, le 22 août 1968, le plonge dans ses souvenirs. Il récupère les documents liés à son enfance, l'école, les lettres, la maison de redressement, et retourne à ses journaux intimes. À la fin de l'année, à la demande de Jean-Paul Sartre, il met sa notoriété au service du journal la Cause du peuple en butte à la censure pompidolienne parce qu'il considère qu'il est du devoir d'un artiste de défendre la liberté d'opinion. Il reconnaît en Sartre un modèle de cohérence politique, « un homme à l'engagement quotidien et placide ».
Il s'engage sur l'enfance maltraitée. Il réclame plus de sévérité pour les parents violents. Il est également membre des comités de parrainage du Secours populaire et des bienfaiteurs de SOS Villages d'enfants.
En 1969, il réalise La Sirène du Mississipi avec Catherine Deneuve et Jean-Paul Belmondo. Le public est au rendez-vous. À partir de ce tournage, le cinéaste entretient avec sa vedette féminine, qu'il appelle Kathe, comme la blonde héroïne de Jules et Jim, une vie de couple discrète. Il réalise ensuite L'Enfant sauvage, « le plus anthropologique de ses films ».
Resté ami avec Claude Jade, il la fait tourner dans Domicile conjugal. Sorti en 1970, le film raconte la vie conjugale du couple Antoine — encore joué par Jean-Pierre Léaud — et Christine Doinel. Claude Jade tournera aussi dans L'Amour en fuite en 1979.
La rupture avec Catherine Deneuve à la fin de l'année 1970 plonge Truffaut dans une dépression grave. Le second roman d'Henri-Pierre Roché, Deux Anglaises et le continent, est le seul livre qu'il emporte à la clinique, où il est soigné par une cure de sommeil.

### Gloire interrompue

#### Les films de la maturité (1971-1976)
En avril 1971, François Truffaut cosigne le « Manifeste des 343 » appelant à la dépénalisation de l'interruption volontaire de grossesse dans lequel ceux-ci se déclarent complices d'avortements. Il a retrouvé l'œuvre d'Henri-Pierre Roché, dans laquelle la question de la liberté sexuelle et donc celle de l'IVG, subies à plusieurs reprises par Helen Hessel, sont centrales, et porte à l'écran le second roman de l'auteur, Les Deux Anglaises et le continent, qui sort en novembre en 1971.
À la suite de la censure de l'une des émissions de télévision de Janine Bazin et André Labarthe, Vive le cinéma, François Truffaut boycotte les Dossiers de l'écran du 5 juillet, au cours desquels il devait participer à un débat sur la liberté de penser illustré par son film Fahrenheit 451. En septembre sort Une belle fille comme moi. Il y raconte l'histoire d'un sociologue, incarné par André Dussollier, qui est fasciné par son objet d'étude, la criminelle Camille Bliss, jouée par Bernadette Lafont. À l'encontre de toute morale, Camille Bliss, pour échapper à la prison, fait accuser du meurtre de son compagnon le sociologue, qui est condamné à sa place.
Avec La Nuit américaine, François Truffaut montre un film en train de se faire et incarne lui-même le rôle du réalisateur tandis que Jean-Pierre Léaud incarne l'acteur principal du film. En 1973, à l'occasion de la sortie du film, il se brouille définitivement avec Jean-Luc Godard par lettres interposées,,.
Il soutient François Mitterrand lors de l'élection présidentielle de 1974.
En 1975, il réalise L'Histoire d'Adèle H. avec Isabelle Adjani dans le rôle-titre. Il est fasciné par la comédienne de dix-sept ans qu'il a vue à la télévision jouer L'École des femmes et a obtenu de la Comédie-Française qu'elle démissionne pour son seul plaisir voyeuriste de l'admirer à travers l’œil de sa caméra, au point de créer une situation ambigüe et embarrassante.
Après Les Quatre Cents Coups et L'Enfant sauvage, il revient en 1976 au thème de l'enfance avec L'Argent de poche. Le film rencontre un grand succès public.
Fasciné par le journal intime d'Henri-Pierre Roché, François Truffaut demande à Michel Fermaud de lui confier des anecdotes pour le scénario de L'Homme qui aimait les femmes. Le film sort en 1977.
Il réalise ensuite un film sur la mort, La Chambre verte, adapté du roman L'Autel des morts de l'écrivain américain Henry James. Il y incarne un personnage étrange et hanté par la mort, qui préfère la compagnie de ses amis morts à celle des vivants. Le film déroute le public.

#### Le cinéaste populaire (1977-1982)

François Truffaut et Claude Jade en avril 1979, avant-première de leur troisième film L'Amour en fuite.

En 1977, François Truffaut joue dans Rencontres du troisième type le rôle du scientifique français Lacombe, qui est un personnage inspiré par l'ufologue Jacques Vallée. Spielberg est un grand passionné de la filmographie de Truffaut. Comme Truffaut n'est pas parfaitement bilingue, Spielberg accepte qu'il parle en français et que les répliques soient traduites par un collègue dans la version originale.
Deux ans plus tard, en 1979, le dernier volet de la saga Doinel, L'Amour en fuite, réunit Jean-Pierre Léaud et Claude Jade une dernière fois.
Truffaut écrit avec Suzanne Schiffman Le Dernier Métro (1980), film qui inscrit une histoire d'amour dans le Paris de l'Occupation tel que le réalisateur a pu l’observer lorsqu’il était jeune adolescent. Le film est notamment inspiré par Margaret Kelly (la danseuse Miss Bluebell), qui avait caché pendant des mois son mari Marcel Leibovici durant la guerre. Truffaut est en proie à un doute permanent sur le film dans lequel jouent Depardieu et Deneuve. C'est un immense succès populaire : il fait 3 300 000 entrées et est salué par dix César, dont ceux du meilleur scénario, du meilleur film, du meilleur réalisateur.
Dans La Femme d'à côté, inspiré d'un fait divers comme l'avait été Le Rouge et le Noir, Truffaut revient à une histoire intime, une relation de couple d’apparence banale, avec un parti pris de recul et de neutralité. Le personnage de Bernard montre un homme apparemment monolithique, sûr de lui, responsable, avec une vie de famille et un métier. L’apparition de Mathilde ressuscite en lui une passion ancienne dont la puissance possessive va inexorablement l'entraîner jusqu’à remettre en cause tous ses masques, familiaux, sociaux, professionnels, et en faire la victime, peut-être consentante, d'un désir absolu et impossible.
L'actrice principale, Fanny Ardant, avec qui il aura une fille, sera le dernier amour de Truffaut.
Au début des années 1980, il a le projet d'adapter avec son scénariste Jean Gruault le roman de Paul Léautaud, Le Petit Ami, récit de la tentation incestueuse entre un fils et sa mère. Le projet est finalement abandonné, mais le travail avec Jean Gruault se prolonge dans l'écriture d'une saga, la Belle Époque, Cette période heureuse, déjà évoquée dans les deux adaptations de Roché, est représentée à travers le parcours de personnages de la France du début du XXe siècle. Le film sera réalisé par Gavin Millar en 1995 pour la télévision sous la forme d'une mini-série.
Après l'élection en 1981 à la présidence de la République de François Mitterrand, que le réalisateur avait soutenu sans ferveur, Jack Lang invite celui-ci à rencontrer le président des États-Unis, Ronald Reagan, à Yorktown. Truffaut refuse à la dernière minute en raison d'un problème de planning, ce qui provoque l'ire du ministre de la Culture,,.

#### La maladie (1983-1984)
Le 10 août 1983 sort le dernier film de François Truffaut. Vivement dimanche !, avec la même Fanny Ardant, est un nouveau succès.

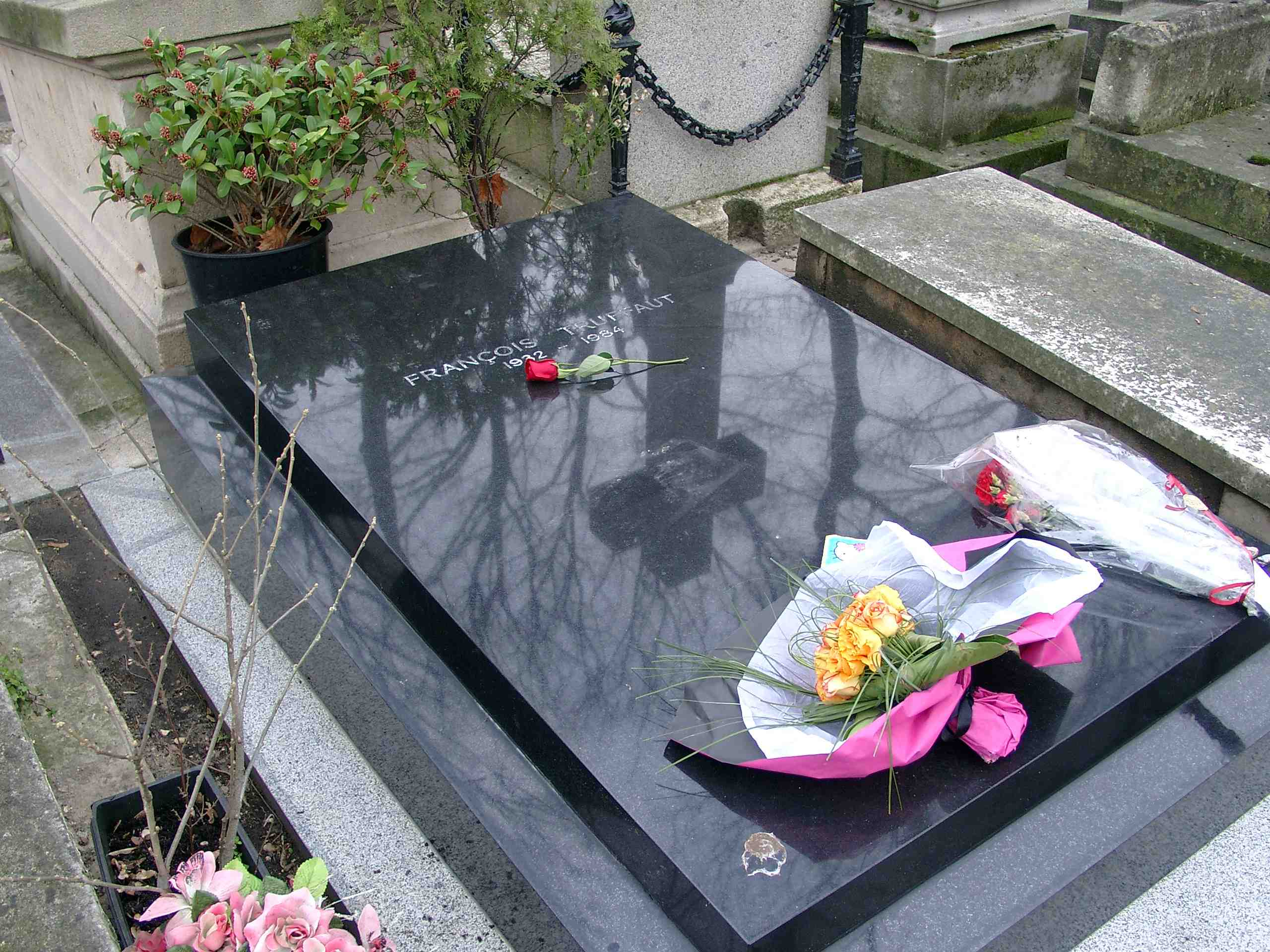
La tombe de François Truffaut au cimetière de Montmartre.

Peu auparavant, en juillet, le cinéaste loue la maison que possède en bordure de la ville d'Honfleur, en Normandie, Michel Berger, lui-même en pleine composition de la bande originale du film Rive droite, rive gauche de Philippe Labro (1984). Il doit y passer tout l'été avec Fanny Ardant, enceinte de lui, et travailler sur ses scénarios, notamment La Petite Voleuse et Belle Époque, mais il est pris d'une attaque violente qui le conduit aux urgences : il vient d'avoir la première manifestation du glioblastome dont il est atteint, un type agressif de tumeur cérébrale,.
En avril 1984, il apparaît, marqué par la maladie, dans l'émission Apostrophes que Bernard Pivot lui consacre à l'occasion de la réédition, sous le titre Hitchcock/Truffaut, du livre qu'il avait publié sur son maître dix-huit ans plus tôt, en 1966.
L'intervention chirurgicale ayant été trop tardive, il meurt le 21 octobre 1984 à l'hôpital américain de Paris de Neuilly-sur-Seine, une trentaine d'idées de films à faire en tête. Après une crémation au cimetière du Père-Lachaise, ses cendres sont déposées au cimetière de Montmartre (division 21) à Paris.

## Célébration

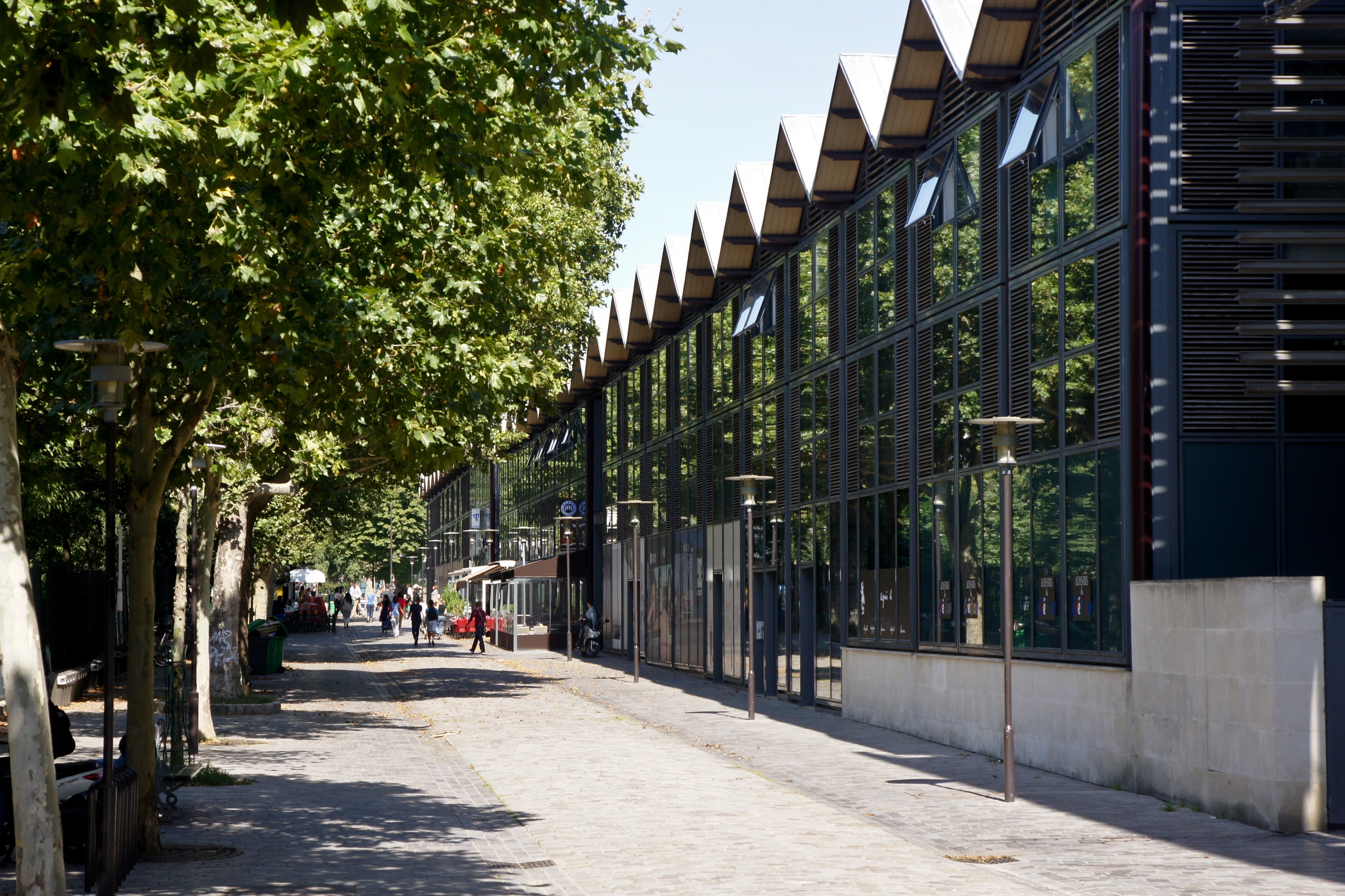
Rue François-Truffaut à Bercy.

### Hommages
En octobre 2014, la Cinémathèque française dédie à François Truffaut une importante exposition rétrospective pour le trentième anniversaire de sa mort. À cette occasion, Axelle Ropert réalise un triptyque composé de trois courts métrages (Acteurs, Actrices, Couples) dans lesquels la cinéaste invite de jeunes comédiens entre 20 et 40 ans à passer un casting en répondant à un questionnaire « truffaldien ».
Le 13 août 2024, le cratère mercurien Truffaut est ainsi nommé en son honneur.

### Consécrations de lieux de publics
Plusieurs rues — dont celle à proximité de la Cinémathèque française —, divers cinémas sont baptisés « François-Truffaut ».
Des lycées portent ce nom, à Challans (Vendée), à Beauvais (Oise), à Bondoufle (Essonne) et dans le 3e arrondissement de Paris ; des collèges également, comme à Charly-sur-Marne, L'Isle-d'Abeau, Strasbourg, Chef-Boutonne ou Asnières-sur-Seine.

## Analyse de l'œuvre

### Méthodes de travail

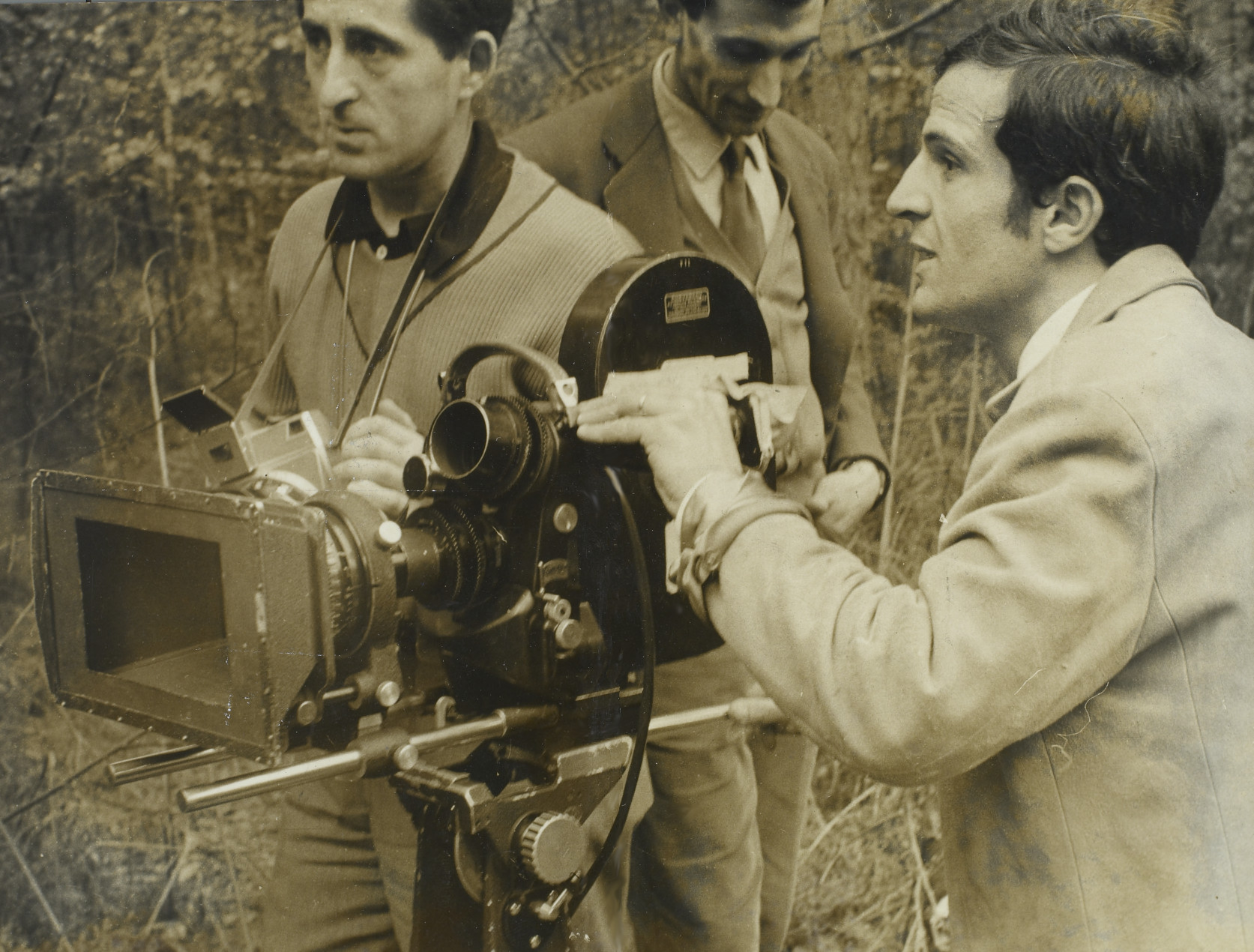
François Truffaut tourne en 1963 dans un décor naturel.

Comme la plupart des cinéastes de la Nouvelle Vague, François Truffaut n'aime pas les studios et a préféré tourner ses films en décors réels, à l'exception de Fahrenheit 451, son film de science-fiction.
Cependant, il a presque reproduit les conditions du tournage en studio pour le Dernier Métro et Vivement dimanche !.

### Cinéma et littérature
François Truffaut n'est pas seulement un cinéphile ; il est aussi un lecteur. Les personnages de ses films lisent souvent, comme Antoine Doinel plongé dans la lecture du Lys dans la Vallée, dans Baisers volés.
Sa correspondance, publiée en 1988 par Claude de Givray et Gilles Jacob, révèle des références littéraires. Dans sa correspondance avec Robert Lachenay, il cite régulièrement Honoré de Balzac, Marcel Proust, Jean Giraudoux, Jacques Audiberti, Jean Genet et Georges Bernanos. Il s'est lié et a correspondu avec des écrivains, dont, très tôt, Jean Cocteau, Jacques Audiberti et Jean Genet.
Dans son attaque contre le cinéma de « qualité à la française » publiée dans les Cahiers du cinéma en 1954, François Truffaut s'en prend à la manière dont les scénaristes Jean Aurenche et Pierre Bost adaptent les grandes œuvres de la littérature française au cinéma.
En tant que metteur en scène, il a lui-même adapté de nombreux romans au cinéma (Tirez sur le pianiste, Jules et Jim, La Mariée était en noir, Les Deux Anglaises et le continent, La Sirène du Mississipi, Une belle fille comme moi, etc.). À l'exception des deux romans d'Henri-Pierre Roché que Truffaut considérait comme un écrivain supérieur à Jean Cocteau, qu'il admirait aussi, Truffaut n'a jamais porté à l'écran de grands classiques de la littérature française. Au contraire, la majorité de ses adaptations sont issues de la littérature anglo-saxonne, plus particulièrement, du roman noir.
Pour son deuxième film, Tirez sur le pianiste, Truffaut s'inspire de Down there de David Goodis. À la différence des scénaristes qu'il critiquait, il adapte un roman appartenant à un genre considéré comme mineur plutôt qu'un chef-d'œuvre de la littérature.
Concernant les films réalisés à partir de l'œuvre de Roché, il ne les considère pas comme des « adaptations cinématographiques d'œuvres littéraires » mais comme des « hommages filmés » à un écrivain qu'il admire.

### Personnages et acteurs récurrents
Les personnages masculins de François Truffaut sont souvent isolés et renfermés sur eux-mêmes. Charlie Kohler, dans Tirez sur le pianiste, finit seul à son piano. Montag, dans Fahrenheit 451, est isolé du reste de la société. Pierre Lachenay dans La Peau douce, se retrouve aussi abandonné, par sa maîtresse comme par sa femme, laquelle ne le retrouve que pour l'assassiner. Antoine Doinel est un inadapté. C'est aussi le cas d'Alphonse dans La Nuit américaine ou de Claude dans Les Deux Anglaises et le Continent, qui se retrouve isolé à la fin du film, et de Julien Davenne dans La Chambre verte.

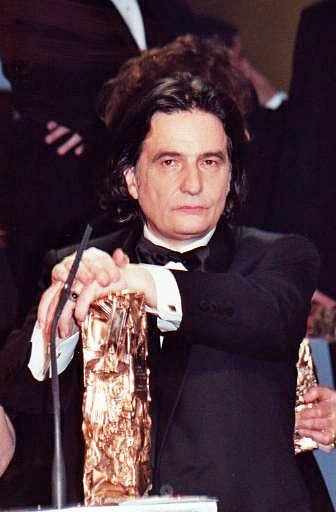
Jean-Pierre Léaud est l'acteur fétiche de Truffaut. Il incarne notamment Antoine Doinel dans Les Quatre Cents Coups, Antoine et Colette, Baisers Volés, Domicile conjugal et L'Amour en fuite.
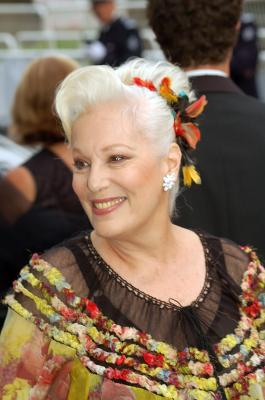
Bernadette Lafont débute au cinéma dans Les Mistons (1957). Elle retrouve François Truffaut pour Une belle fille comme moi (1971).
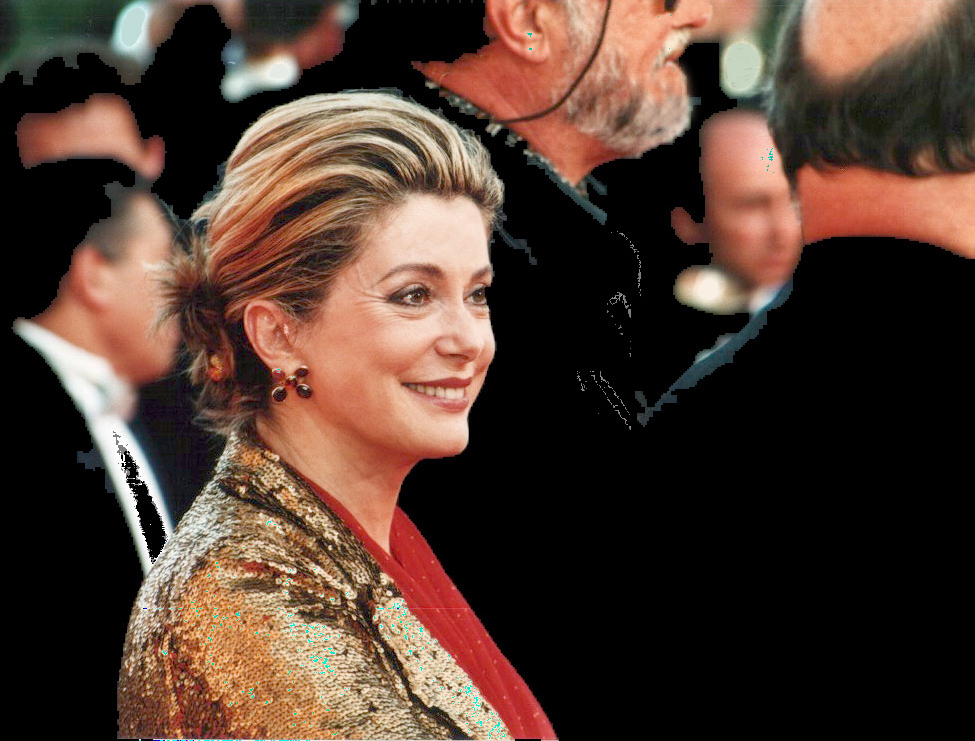
Catherine Deneuve incarne Marion Vergano dans La Sirène du Mississipi (1969) et Marion Steiner dans Le Dernier Métro (1980).
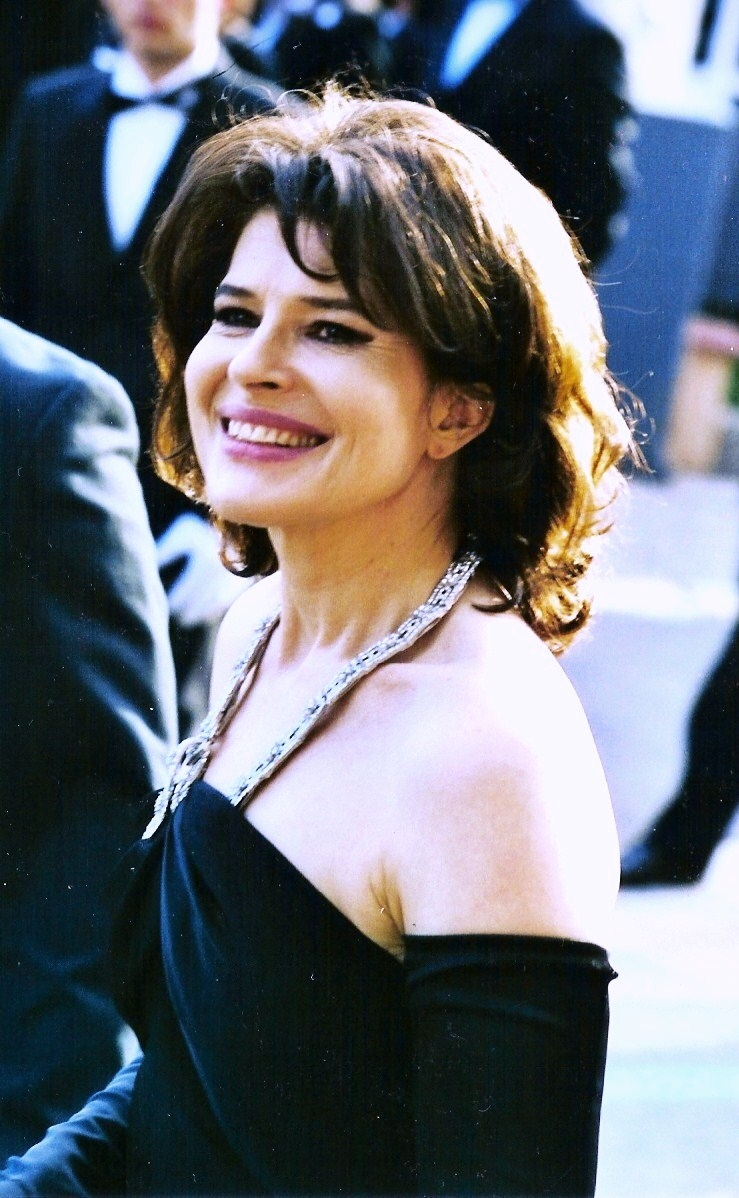
Fanny Ardant est la dernière compagne et la dernière égérie de François Truffaut.
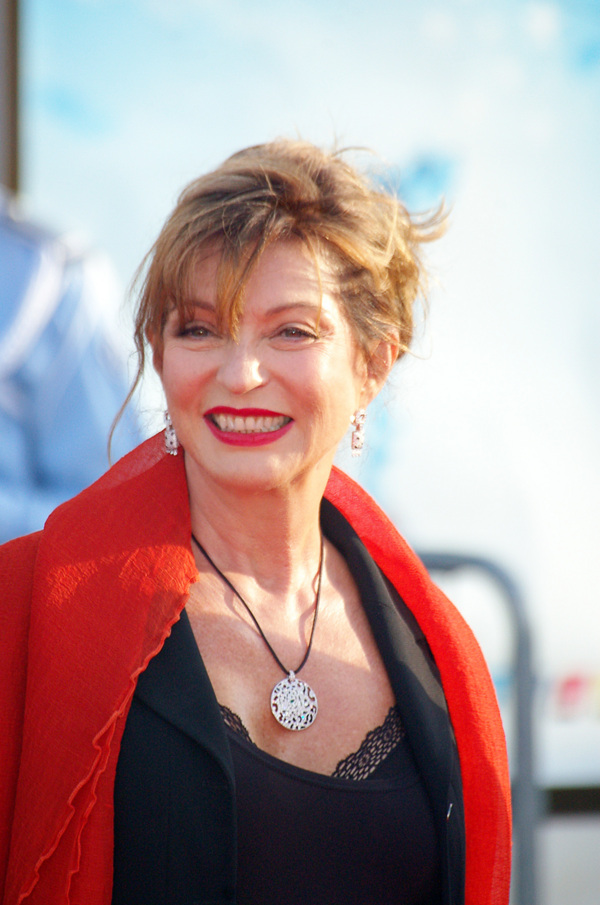
Marie-France Pisier est révélée par François Truffaut dans Antoine et Colette. Elle retrouve ensuite le réalisateur pour L'Amour en fuite.
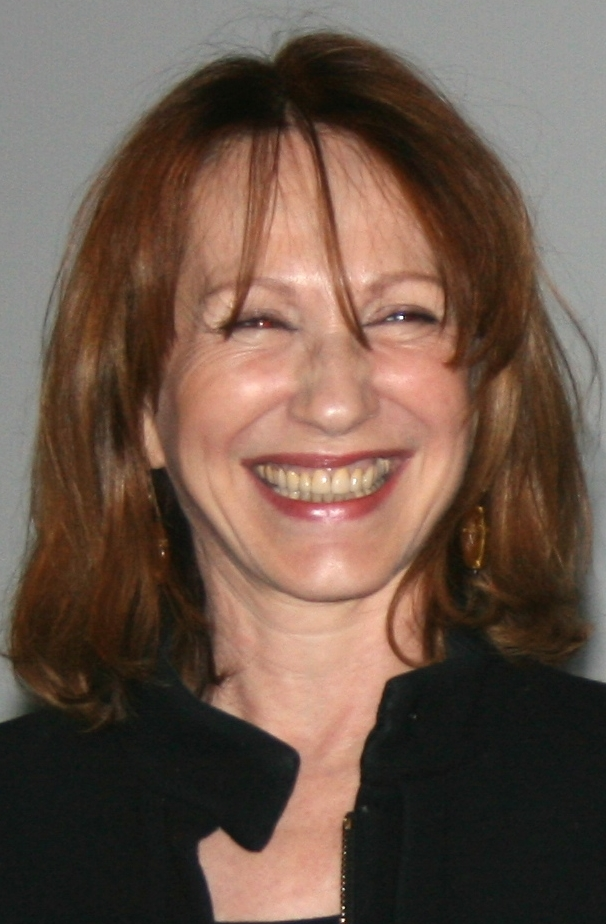
Nathalie Baye fait ses débuts avec François Truffaut dans La Nuit américaine. Elle le retrouve ensuite dans L'Homme qui aimait les femmes et La Chambre verte.
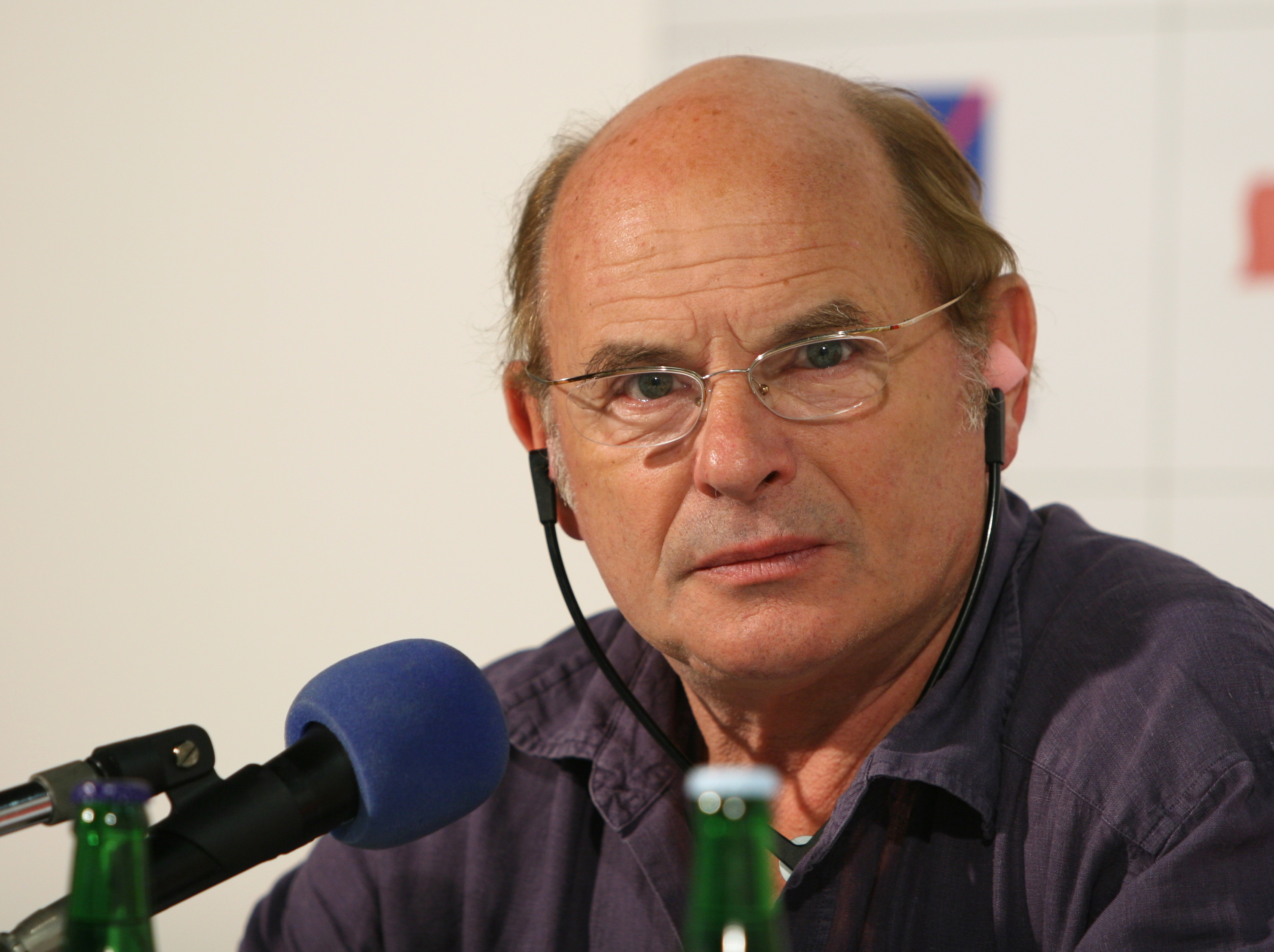
Jean-François Stévenin fut son assistant et joua dans L'Argent de poche et La Nuit américaine.
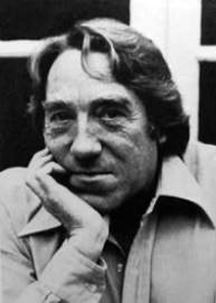
Georges Delerue, très grand ami, joue le rôle d'un notaire dans Les Deux Anglaises et le Continent et sa musique, notamment le célèbre Grand choral de La Nuit américaine, est un acteur majeur de la plupart des films de Truffaut.

Cinéaste très attentif aux acteurs et à leurs personnages, François Truffaut a offert à plusieurs comédiens des rôles qui ont fait date dans leurs carrières :
- Jean-Pierre Léaud fut révélé par Truffaut ; il tourna avec lui un moyen et six longs métrages (Les Quatre Cents Coups, Antoine et Colette, Baisers volés, Domicile conjugal, Les Deux Anglaises et le Continent, La Nuit américaine et L'Amour en fuite).
- Claude Jade fut révélée par François Truffaut et fut « Christine Darbon » dans Baisers volés, Domicile conjugal et L'Amour en fuite ; Truffaut la demanda en mariage en 1968, mais renonça au dernier moment. Ils restèrent amis et il l’appelait « ma troisième fille ».
- Nathalie Baye fit ses débuts dans le rôle de la scripte de La Nuit américaine et fut l'interprète féminine principale de La Chambre verte. Elle eut aussi un petit rôle dans L'Homme qui aimait les femmes.
- Catherine Deneuve joua dans le sombre film, à l'issue mélodramatique, La Sirène du Mississipi au côté de Jean-Paul Belmondo et interpréta la directrice du théâtre Montmartre dans Le Dernier Métro, aux côtés de Gérard Depardieu.
- Bernadette Lafont participa au premier court métrage de Truffaut, Les Mistons et fut le rôle-titre de Une belle fille comme moi.
- Jean-François Stévenin fut lui aussi révélé par Truffaut. Il fut son assistant et joua dans L'Argent de poche et La Nuit américaine.
- Jeanne Moreau, qui fit une apparition dans Les Quatre Cents Coups, passa à la postérité dans Jules et Jim et incarna l'implacable vengeresse dans La mariée était en noir.
- Marie-France Pisier débuta à 17 ans dans Antoine et Colette (court métrage) et fit une très courte apparition dans Baisers volés et reprit son rôle de Colette dans L'Amour en fuite, dont elle contribue aussi au scénario.
- Fanny Ardant, dernière compagne de François Truffaut, fut révélée quant à elle dans La Femme d'à côté, avant de tenir un des rôles principaux dans Vivement dimanche !.

Certaines actrices ne tournèrent qu'une seule fois avec Truffaut :
- Françoise Dorléac, sœur de Catherine Deneuve, interpréta le premier rôle féminin de La Peau douce. Truffaut lui apprit à calmer son jeu et à dire son texte plus lentement. C'est notamment grâce à ce rôle qu'elle accéda au rang d'actrice de talent et de star incontestée du cinéma français à cette époque.
- Isabelle Adjani prêta son talent à L'Histoire d'Adèle H.
- Jacqueline Bisset fut la star de La Nuit américaine.
- Dorothée, chanteuse et animatrice de télévision, eut son premier rôle au cinéma dans L'Amour en fuite en interprétant Sabine.

### Compositeurs des musiques des films de François Truffaut
- Jean Constantin
- Georges Delerue
- Antoine Duhamel
- Bernard Herrmann
- Maurice Jaubert
- Maurice Leroux
- Laurent Voulzy
- Alain Souchon
- Antonio Vivaldi
- Serge Rezvani

### Thématiques
« Si on regardait ses films […] avec un peu d'attention, on verrait combien ils sont sexuellement violents et explicites. »

— Catherine Deneuve.

#### L'enfance maltraitée
Truffaut a une sensibilité particulière pour les enfants. Trois de ses longs métrages sont centrés sur des personnages enfants, Les Quatre Cents Coups, L'Enfant sauvage et L'Argent de poche. Les trois évoquent la maltraitance, la cruauté des adultes mais aussi la bienveillance de ceux qui savent s'adresser à l'enfant comme à eux-mêmes. Comme Roché, Truffaut plaide pour une morale éducative.

#### La femme fatale
La relation aux femmes, l'impossible entre éros et thanatos, est le sujet central de la plupart des films de Truffaut quand il ne s'agit pas de l'enfance. Sept d'entre eux brossent le portrait d'une femme dont la victime est un héros emprisonné dans une relation pathologique. L'héroïne est folle d'amour, folle jusqu'au meurtre, dans La Peau douce, La Mariée était en noir et La Femme d'à côté. Dans La Sirène du Mississipi, c'est le héros qui est conduit par sa sirène fatale au crime passionnel. Dans Une Belle fille comme moi, l'homme, sociologue, est encore la victime de l'objet féminin, mais sujet manipulateur, qui le fascine, comme Empédocle du volcan qu'il étudie de trop près. Dans L'Histoire d'Adèle H., l'érotomanie de l'héroïne se retourne contre elle-même. Seule la grande amoureuse jouée par Fanny Ardant dans Vivement dimanche ! manipule le héros pour son salut.

#### Le donjuanisme
« Les jambes des femmes sont comme des compas qui arpentent le globe terrestre en tous sens, lui donnant son équilibre et son harmonie. »

— Bertrand Morane, « cavaleur » compulsif joué par Charles Denner dans L'Homme qui aimait les femmes, pathologiquement fasciné par l'objet de son désir, jusqu'à la mort.

### Influences
Truffaut revendique l'influence de Jean Renoir. Il dit avoir vu Le Carrosse d'or (1953) et La Règle du jeu (1939) une quinzaine de fois chacun.
C'est à Alfred Hitchcock qu'il emprunte le procédé dramatique d'une intrigue nouée autour d'une figure féminine qui fascine autant la caméra que le héros.
Il revendique également l'influence de Roberto Rossellini. Il admire notamment chez Rossellini la manière de filmer les enfants.

### Vingt-six films
- Trois courts-métrages : Une visite, Les Mistons, Une histoire d'eau,
- Cinq films de la série autobiographique Doinel : Les Quatre Cents Coups, Antoine et Colette, Baisers volés, Domicile conjugal, L'Amour en fuite,
- Trois films inspirés par Roché : Jules et Jim, Les Deux Anglaises et le Continent, L'Homme qui aimait les femmes,
- Six adaptations de romans noirs ou de science-fiction : Tirez sur le pianiste, Fahrenheit 451, La Mariée était en noir, La Sirène du Mississipi, Une belle fille comme moi, Vivement dimanche !,
- Trois adaptations d'œuvres littéraires singulières : L'Enfant sauvage, L'Histoire d'Adèle H. et La Chambre verte,
- Deux films inspirés par les crimes passionnels de la rubrique des faits divers : La Peau douce et La Femme d'à côté,
- Trois scénarios originaux : La Nuit américaine, L'Argent de poche et Le Dernier Métro.

François Truffaut dit que ces films sont à environ vingt pour cent autobiographiques, à vingt pour cent pris dans les journaux, à vingt pour cent pris dans la vie des gens de son entourage et à vingt pour cent de fiction pure.

## Filmographie

### Réalisateur

#### Courts et moyens métrages
- 1954 : Une visite
- 1957 : Les Mistons
- 1958 : Une histoire d'eau, coréalisé avec Jean-Luc Godard
- 1962 : Antoine et Colette (moyen métrage du film à sketches L'Amour à vingt ans)
- 1962 : Los cuatro golpes

#### Longs métrages
- 1959 : Les Quatre Cents Coups
- 1960 : Tirez sur le pianiste
- 1961 : Tire-au-flanc 62 coréalisé avec Claude de Givray
- 1962 : Jules et Jim
- 1964 : La Peau douce
- 1966 : Fahrenheit 451
- 1968 : La mariée était en noir
- 1968 : Baisers volés
- 1969 : La Sirène du Mississipi
- 1970 : L'Enfant sauvage
- 1970 : Domicile conjugal
- 1971 : Les Deux Anglaises et le Continent
- 1972 : Une belle fille comme moi
- 1973 : La Nuit américaine (Oscar du meilleur film en langue étrangère)
- 1975 : L'Histoire d'Adèle H.
- 1976 : L'Argent de poche
- 1977 : L'Homme qui aimait les femmes
- 1978 : La Chambre verte
- 1979 : L'Amour en fuite
- 1980 : Le Dernier Métro (César du meilleur film et César du meilleur réalisateur)
- 1981 : La Femme d'à côté
- 1983 : Vivement dimanche !

### Acteur
Cinéaste autobiographique, François Truffaut apparaît comme acteur de plusieurs de ses films. Il tient le rôle principal dans L'Enfant sauvage (1970), La Nuit américaine (1973) et La Chambre verte (1978), et apparaît en caméo dans la plupart de ses autres films.
Il dit à ce propos : « Je ne peux pas faire une chose qui soit très loin de moi, c’est vrai. J’ai besoin de m’identifier, de me dire : « j’ai été dans des circonstances comme ça ou je pourrais être dans des circonstances comme ça », j’ai besoin de ce critère tout le temps pour travailler ».
Toutefois, il interprète un des personnages principaux dans le film Rencontres du troisième type de Steven Spielberg à la demande de ce dernier qui lui voue une grande admiration.
- 1956 : Le Coup du berger de Jacques Rivette
- 1956 : La Sonate à Kreutzer de Éric Rohmer
- 1959 : Les Quatre Cents Coups de François Truffaut
- 1962 : Los cuatro golpes de François Truffaut
- 1963 : À tout prendre de Claude Jutra
- 1969 : L'Enfant sauvage de François Truffaut
- 1971 : Les Deux Anglaises et le Continent de François Truffaut
- 1973 : La Nuit américaine de François Truffaut
- 1975 : L'Histoire d'Adèle H. de François Truffaut
- 1976 : L'Argent de poche de François Truffaut
- 1977 : L'Homme qui aimait les femmes de François Truffaut
- 1977 : Rencontres du troisième type (Close Encounters of the Third Kind) de Steven Spielberg
- 1978 : La Chambre verte de François Truffaut

Truffaut apparaît également dans le documentaire I'm a Stranger Here Myself (1974) de David Helpern et James C. Gutman.
Innocents: The Dreamers (The Dreamers) de Bernardo Bertolucci (2003) contient des images d'archives qui montrent Truffaut prenant la parole lors de la manifestation des réalisateurs devant la Cinémathèque Française en 1968.

### Producteur
- 1958 : Paris nous appartient de Jacques Rivette
- 1959 : Les Quatre Cents Coups de François Truffaut
- 1968 : L'Enfance nue de Maurice Pialat
- 1978 : La Chambre verte de François Truffaut
- 1980 : Le Dernier Métro de François Truffaut
- 1981 : La Femme d'à côté de François Truffaut

### Scénariste
- 1959 : Les Quatre Cents Coups de François Truffaut
- 1959 : À bout de souffle de Jean-Luc Godard
- 1960 : Tirez sur le pianiste de François Truffaut
- 1961 : Une grosse tête de Claude de Givray
- 1962 : Antoine et Colette de François Truffaut Sketch de L'Amour à 20 ans de Shintaro Ishihara, Marcel Ophuls, Renzo Rossellini, François Truffaut et Andrzej Wajda.
- 1964 : Mata Hari, agent H21 de Jean-Louis Richard
- 1964 : La Peau douce de François Truffaut
- 1966 : Fahrenheit 451 de François Truffaut
- 1968 : La mariée était en noir de François Truffaut
- 1968 : Baisers volés de François Truffaut
- 1969 : L'Enfant sauvage de François Truffaut
- 1969 : La Sirène du Mississipi de François Truffaut
- 1970 : Domicile conjugal de François Truffaut
- 1971 : Les Deux Anglaises et le Continent de François Truffaut
- 1972 : Une belle fille comme moi de François Truffaut
- 1973 : La Nuit américaine de François Truffaut
- 1975 : L'Histoire d'Adèle H. de François Truffaut
- 1977 : L'Homme qui aimait les femmes de François Truffaut
- 1978 : La Chambre verte de François Truffaut
- 1979 : L'Amour en fuite de François Truffaut
- 1980 : Le Dernier Métro de François Truffaut
- 1981 : La Femme d'à côté de François Truffaut
- 1983 : Vivement dimanche ! de François Truffaut
- 1983 : À bout de souffle, made in USA (Breathless) de Jim McBride
- 1988 : La Petite Voleuse de Claude Miller
- 1995 : Belle Époque de Gavin Millar

### Dialoguiste
- 1959 : Les Quatre Cents Coups de François Truffaut
- 1964 : Mata Hari, agent H 21 de Jean-Louis Richard
- 1969 : La Sirène du Mississipi de François Truffaut

## Notoriété cinématographique

### Audience à la sortie
| Film                               | Année | Nombre d'entrées | Source  |
| ---------------------------------- | ----- | ---------------- | ------- |
| Les Quatre Cents Coups             | 1959  | 4 166 149        | [ 117 ] |
| Jules et Jim                       | 1962  | 1 500 000        | [ 118 ] |
| La Sirène du Mississipi            | 1969  | 1 200 000        | [ 119 ] |
| L'Enfant sauvage                   | 1969  | 1 400 000        | [ 120 ] |
| Domicile conjugal                  | 1970  | 1 000 000        | [ 121 ] |
| Les Deux Anglaises et le continent | 1971  | 400 000          | [ 122 ] |
| Une belle fille comme moi          | 1972  | 680 000          | [ 123 ] |
| La Nuit américaine                 | 1973  | 820 000          | [ 124 ] |
| L'Histoire d'Adèle H.              | 1975  | 762 000          | [ 125 ] |
| L'Argent de poche                  | 1976  | 1 800 000        | [ 126 ] |
| L'Homme qui aimait les femmes      | 1977  | 950 000          | [ 127 ] |
| La Chambre verte                   | 1978  | 150 000          | [ 128 ] |
| L'Amour en fuite                   | 1979  | 430 000          | [ 129 ] |
| Le Dernier Métro                   | 1980  | 3 393 694        |         |
| La Femme d'à côté                  | 1981  | 1 000 000        | [ 130 ] |
| Vivement dimanche !                | 1983  | 1 550 000        | [ 131 ] |

### Prix et sélections
| Récompense                                         | Année | Catégorie                                         | Film                          | Statut     |
| -------------------------------------------------- | ----- | ------------------------------------------------- | ----------------------------- | ---------- |
| César                                              | 1976  | Meilleur réalisateur                              | L'Histoire d'Adèle H.         | Nomination |
| César                                              | 1981  | Meilleur film                                     | Le Dernier Métro              | Lauréat    |
| César                                              | 1981  | Meilleur réalisateur                              | Le Dernier Métro              | Lauréat    |
| César                                              | 1981  | Meilleur scénario original ou adaptation          | Le Dernier Métro              | Lauréat    |
| César                                              | 1984  | Meilleur réalisateur                              | Vivement dimanche !           | Nomination |
| César                                              | 1989  | Meilleur scénario original ou adaptation          | La Petite Voleuse             | Nomination |
| Prix du Syndicat français de la critique de cinéma | 1959  | Prix du meilleur film français                    | Les Quatre Cents Coups        | Lauréat    |
| Prix du Syndicat français de la critique de cinéma | 1968  | Prix du meilleur film français                    | Baisers volés                 | Lauréat    |
| Prix du Syndicat français de la critique de cinéma | 1970  | Prix du meilleur film français                    | L'Enfant sauvage              | Lauréat    |
| Prix du Syndicat français de la critique de cinéma | 1973  | Prix du meilleur film français                    | La Nuit américaine            | Lauréat    |
| Prix du Syndicat français de la critique de cinéma | 1976  | Prix du meilleur film français                    | L'Histoire d'Adèle H.         | Lauréat    |
| Oscars                                             | 1960  | Meilleur scénario original                        | Les Quatre Cents Coups        | Nomination |
| Oscars                                             | 1969  | Meilleur film en langue étrangère                 | Baisers volés                 | Nomination |
| Oscars                                             | 1974  | Meilleur film en langue étrangère                 | La Nuit américaine            | Lauréat    |
| Oscars                                             | 1975  | Meilleur réalisateur                              | La Nuit américaine            | Nomination |
| Oscars                                             | 1975  | Meilleur scénario original                        | La Nuit américaine            | Nomination |
| Oscars                                             | 1981  | Meilleur film en langue étrangère                 | Le Dernier Métro              | Nomination |
| Golden Globes                                      | 1969  | Golden Globe du meilleur film en langue étrangère | La mariée était en noir       | Nomination |
| Golden Globes                                      | 1969  | Golden Globe du meilleur film en langue étrangère | Baisers volés                 | Nomination |
| Golden Globes                                      | 1974  | Golden Globe du meilleur film en langue étrangère | La Nuit américaine            | Nomination |
| Golden Globes                                      | 1977  | Golden Globe du meilleur film en langue étrangère | L'Argent de poche             | Nomination |
| Golden Globes                                      | 1981  | Golden Globe du meilleur film en langue étrangère | Le Dernier Métro              | Nomination |
| BAFTA                                              | 1961  | Meilleur film                                     | Les Quatre Cents Coups        | Nomination |
| BAFTA                                              | 1963  | Meilleur film                                     | Jules et Jim                  | Nomination |
| BAFTA                                              | 1974  | Meilleur film                                     | La Nuit américaine            | Lauréat    |
| BAFTA                                              | 1974  | Meilleur réalisateur                              | La Nuit américaine            | Lauréat    |
| BAFTA                                              | 1979  | Meilleur acteur dans un second rôle               | Rencontres du troisième type  | Nomination |
| BAFTA                                              | 1984  | Meilleur film en langue étrangère                 | Vivement dimanche !           | Nomination |
| Berlinale                                          | 1962  | Ours d'or                                         | L'Amour à vingt ans           | Nomination |
| Berlinale                                          | 1976  | Ours d'or                                         | L'Argent de poche             | Nomination |
| Berlinale                                          | 1977  | Ours d'or                                         | L'Homme qui aimait les femmes | Nomination |
| Berlinale                                          | 1978  | Ours d'or                                         | L'Amour en fuite              | Nomination |
| Cannes                                             | 1959  | Palme d'or                                        | Les Quatre Cents Coups        | Nomination |
| Cannes                                             | 1959  | Prix de la mise en scène                          | Les Quatre Cents Coups        | Lauréat    |
| Cannes                                             | 1959  | Prix du jury œcuménique                           | Les Quatre Cents Coups        | Lauréat    |
| Cannes                                             | 1964  | Palme d'or                                        | La Peau douce                 | Nomination |

## Publications

### Essai
- Le Cinéma selon Alfred Hitchcock, Robert Laffont, 1966.
  - Le Cinéma selon Alfred Hitchcock, Gallimard, 1983, 2e éd.. Édition augmentée d'une préface et d'un chapitre.

### Recueils d'articles critiques
- Les Films de ma vie, Flammarion, 1975.
- Le Plaisir des yeux, Flammarion, 1987.
- Chroniques d'arts-spectacles 1954-1958, Gallimard, 2019. Rééd. Flammarion, coll. Champs arts, 2024.

### Scénarios et dialogues
- Avec Marcel Moussy, Les 400 Coups, Éditions Gallimard, 1960.
- Les Aventures d'Antoine Doinel, Mercure de France, 1970.
- Jules et Jim, Éditions du Seuil, 1971.
- La Nuit américaine et le Journal de Fahrenheit 451, Éditions Seghers, 1974.
- L'Argent de poche, Flammarion, 1976.
- L'Homme qui aimait les femmes, Flammarion, 1977.
- Avec Jean Gruault, Belle Époque, Gallimard, 1996.

### Nouvelles
- « Les Seins silicieux », in La Parisienne, Paris, novembre 1954.
- « Antoine et l'Orpheline », in La Parisienne, Paris, mai 1955.

### Correspondance
- Correspondance, Paris, Éditions des 5 Continents, Renens et Hatier, 1988, 671 p. (ISBN 2-88003-068-4 et 2-218-07862-7). Lettres recueillies par Gilles Jacob et Claude de Givray, notes de Gilles Jacob, avant-propos de Jean-Luc Godard.
Du 20 novembre au 20 décembre 1996, Marie-Paule André met en scène l'acteur Robin Renucci dans des lectures de la correspondance de Truffaut au théâtre du Rond-Point[132],[133].
- Correspondance François Truffaut-Fernand Deligny, éd. Bernard Bastide, 1895, no 42, 2004.
- « Correspondance de Claude Jutra et François Truffaut », Nouvelles vues,‎ 2012-2013 (lire en ligne).
- Claude Gauteur, François Truffaut en toutes lettres, La Tour verte, coll. « La Muse celluloïd », 2014.
- François Truffaut, Bernard Bastide (éd.), Correspondance avec des écrivains : 1948-1984, Gallimard, Paris, 2022.
- François Truffaut, Bernard Bastide (éd.), "Lettres de et à François Truffaut, chroniqueur d'Arts-spectacles", 1895 : revue d'histoire du cinéma n°96, printemps 2022, pp. 208-243 ; n°97, été 2022, pp. 198-232.
- François Truffaut et Helen Scott, Mon petit Truffe, ma grande Scottie. Correspondance, 1960-1965, édition établie et commentée par Serge Toubiana, Denoël, 2023.
- François Truffaut, Bernard Bastide (éd.), Correspondance avec des cinéastes : 1954-1984, Gallimard, Paris, 2025[134].

### Apocryphe
- É. Butterfly, Le Journal d'Alphonse, Gallimard, Paris, 2004  (ISBN 2-07-077292-6), 124 p.

Éva Truffaut, la seconde fille de Truffaut, déclare avoir retrouvé, en 2003, les bobines du dernier film de son père. Avec Élisabeth Butterfly, elle produit pour l'Atelier de Création Radiophonique de France Culture un canular radiophonique en forme d'hommage, Le Journal d'Alphonse, qui serait l'ultime épisode du cycle Doinel, avec les personnages de Christine Doinel jouée par Claude Jade et de son fils Alphonse interprété par Stanislas Merhar.
C'est le texte de ce pseudo journal qui est publié en 2004 par Gallimard.